# Rankingi, nagrody i wyróżnienia przyznane grupie Iron Maiden oraz jej członkom
Na przestrzeni kilkudziesięciu lat światowej kariery, członkowie grupy Iron Maiden zostali laureatami setek nagród muzycznych, włączając w to m.in. Grammy Awards i jej ekwiwalenty przyznawane w wielu krajach, Brit Awards 2009, Silver Clef Award, Public Choice International, Spanish Music Awards, Top.HR Music Awards, Žebřík Music Awards, Classic Rock Roll of Honour Awards, Metal Hammer Golden Gods Awards, Nordoff Robbins Award, Ivor Novello Awards – za wybitne osiągnięcia na arenie międzynarodowej i wkład w rozwój muzyki brytyjskiej oraz wiele innych. W 2005 roku Iron Maiden zostali wprowadzeni do Hollywood Rock Walk of Fame oraz Kerrang! Hall of Fame zaś w 2011 roku do BPI Hall of Fame. Poszczególni członkowie formacji zostali również włączeni do prestiżowej Metal Hall of Fame i Rock in Rio Wall of Fame. Iron Maiden są również częścią stałych ekspozycji w Rock and Roll Hall of Fame, British Music Experience, Metal Across America oraz Wacken Open Air Hall Of Fame. Liczne pamiątki związane z aktywnością formacji znajdują się w lokalach Hard Rock Cafe na całym świecie, w tym w Polsce. We wrześniu 1996 roku zespół został wprowadzony do Madame Tussaud's Rock Circus. Maskotka grupy jest częścią ekspozycji Rock Legends Wax Museum zlokalizowanym w kanadyjskim Ontario. Muzycy formacji mogą również poszczycić się indywidualnymi nagrodami i wyróżnieniami państwowymi oraz okolicznościowymi na wielu płaszczyznach aktywności. Zespół w toku kariery otrzymał ponad 700 „srebrnych”, „złotych” oraz „platynowych” płyt. Grupa figurowała również w niezliczonej liczbie zestawień i rankingów, często zajmując czołowe pozycje. Do końca 2025 roku formacja sprzedała około 150 mln albumów długogrających, z czego około 130 mln z naklejką EMI/Parlaphone. W ciągu 50 lat działalności grupa opublikowała 17 albumów studyjnych, których łączny nakład przekroczył 115 milionów egzemplarzy.
Na początku stycznia 2023 r. brytyjska Royal Mail uhonorowała Iron Maiden specjalnymi seriami znaczków pocztowych i pocztówek. Przedsięwzięcie stanowiło hołd dla roli formacji w kształtowaniu brytyjskiej muzyki rockowej oraz wyróżniało postać Eddiego, jako szeroko rozpoznawalną poza granicami gatunku heavy metal. Wcześniej podobne kolekcje upamiętniały najbardziej legendarnych artystów jak The Beatles, David Bowie, Queen, Elton John, Paul McCartney, The Rolling Stones, Pink Floyd czy Cliff Richard. Iron Maiden spotkał ten zaszczyt jako pierwszych spośród wykonawców heavymetalowych i piątych wśród zespołów brytyjskich. W 2025 r. opiniotwórczy magazyn Forbes umieścił zespół w Top 3 Największych Zespołów Metalowych w Historii oraz w Top 15 Największych Zespołów Rockowych Wszech Czasów. W lipcu 2025 r. w związku z obchodami 50-lecia działalności formacji, Brytyjska Mennica Królewska (British Royal Mint) wydała serię monet o różnych nominałach, będącą formą uhonorowania międzynarodowej sławy formacji, jej wpływu na pokolenia słuchaczy, wkładu w propagowanie kultury anglosaskiej, oraz jednej z największych karier w historii brytyjskiej muzyki. Iron Maiden byli pierwszym zespołem reprezentującym muzykę heavymetalową, którego spotkał ten zaszczyt.
UWAGA: Niniejszy artykuł zawiera wykaz wybranych nominacji, nagród, wyróżnień oraz rankingów, w których znaleźli się zarówno poszczególni muzycy formacji jak i najbliżsi współpracownicy zespołu oraz osiągnięcia, za które nagrodzono zespół jako całość, na różnych płaszczyznach działalności. Poniższe zestawienie podlega procesowi sukcesywnego uzupełniania.
| 21th Century Leaders: - 2005: Charity Men by Virgin – Nicko McBrain (Iron Maiden) ǂ ★ - 2021: Top 50 the Most Successful Touring Artists of the Past 40 Years – Iron Maiden #34 (9,2 mln) ǂ 8SPFF: - 2017: Best Mention Award – Scream For Me, Sarajevo, Bruce Dickinson (Iron Maiden) ǂ ★ Aardschok Paneuropean Poll: - 1991: Best Bass Player – Steve Harris (Iron Maiden) #1 ǂ ★ Astraeus Lines: - 2007: Astraeus Capitan Title – Bruce Dickinson, Iron Maiden ǂ ★ American Academy of Music: - 1987: Platinum Award – Somewhere in Time, Iron Maiden ǂ ★ American Music Awards: (nominacja) - 1991: Best Rock Song – „Bring Your Daughter... to the Slaughter”, Iron Maiden ǂ ★ Ampex Golden Reel Award: - 1983: Piece of Mind – Iron Maiden ǂ ★ - 1984: Powerslave – Iron Maiden ǂ ★ - 1985: Live After Death – Iron Maiden ǂ ★ - 1986: Somewhere in Time – Iron Maiden ǂ ★ - 1988: Seventh Son of a Seventh Son – Iron Maiden ǂ ★ - 1990: No Prayer for the Dying – Iron Maiden ǂ ★ - 1992: Fear of the Dark – Iron Maiden ǂ ★ Antyradio Nagrody – Statuetki Płyty Roku: - 2016: Zespół Roku (Zagranica) – Iron Maiden ǂ ★ - 2016: Płyta Roku (Zagranica) – The Book of Souls, Iron Maiden ǂ ★ - 2016: Wokalista Roku (Zagranica) – Bruce Dickinson, Iron Maiden ǂ ★ - 2019: Najlepszy Koncert Gwiazdy Zagranicznej – Iron Maiden, Kraków, Tauron Arena (Nagroda Publiczności) ǂ ★ - 2021: Wokalista Roku (Zagranica) – Bruce Dickinson, Iron Maiden ǂ ★ - 2022: Wokalista Roku (Zagranica) – Bruce Dickinson, Iron Maiden ǂ ★ - 2022: Zespół Roku (Zagranica) – Iron Maiden ǂ ★ - 2022: Płyta Roku (Zagranica) – Senjutsu, Iron Maiden ǂ ★ - 2024: Najlepsze Albumy Lat '80tych – The Number of the Beast, Iron Maiden #4 ǂ Apollo Glasgow Award: - 1980: Sold Out Award – Iron Maiden ǂ ★ - 1981: Sold Out Award – Iron Maiden ǂ ★ - 1982: Sold Out Award – Iron Maiden ǂ ★ - 1983: Sold Out Award – Iron Maiden ǂ ★ Argentina Music Industry Award: - 2019: Sales Recognition Award – Iron Maiden for well over 1 mln records sold in Argentina ǂ ★ ARIA Commemorative Award: - 1992: Record Sales Achievement – Iron Maiden for well over half a million copies of albums sold in Australia ǂ ★ - 2011: Record Sales Achievement – Iron Maiden for well over 1 mln copies of albums sold in Australia ǂ ★ Athens International Film Festival: - 2021: Selection Award – Night of the Beast (Para-docummentary about Iron Maiden show) ǂ ★ - 2009: Selection Award – Chemical Wedding, Bruce Dickinson (Iron Maiden in soundtrack) ǂ ★ BAM Projects, Bogotá Audiovisual Market: - 2021: BAM Award – Night of the Beast (Para-docummentary about Iron Maiden show) ǂ ★ Bandit Rock Awards: - 2001: Best International Live Act – Iron Maiden ǂ ★ - 2004: Best International Live Act – Iron Maiden ǂ ★ - 2006: Best International Album – A Matter of Life And Death, Iron Maiden ǂ ★ - 2007: Best International Live Act – Iron Maiden ǂ ★ - 2009: Best International Live Act – Iron Maiden ǂ ★ - 2011: Best International Live Act – Iron Maiden ǂ ★ - 2015: Best International Live Act – Iron Maiden ǂ ★ - 2016: Best International Album – The Book of Souls, Iron Maiden ǂ ★ - 2019: Best International Live Act – Iron Maiden ǂ ★ BANGERTV: - 2021: The Best Heavy Metal Album of 1981 Voted by Fans – Killers, Iron Maiden #1 ǂ Bass Player: - 2021: Best Gear Award for TECH 21 NYC Steve Harris Signature Sansamp – Steve Harris, Iron Maiden ǂ ★ - 2025: Metal Bass Heroes – Steve Harris, Iron Maiden ǂ ★ BBC Radio Awards: - 2002: Best Music DJ – Sony Award for Bruce Dickinson (Iron Maiden) ǂ ★ - 2006: Best Rock Programm – Monsters of Rock with Bruce Dickinson (Iron Maiden) ǂ ★ - 2008: Golden Rock Mike – Bruce Dickinson (Iron Maiden) ǂ ★ - 2010: Best Author’s Programm – BBC Radio 6 Music with Bruce Dickinson (Iron Maiden) ǂ ★ Best Magazin: - 1981: Best Album Hard Rock – Killers, Iron Maiden ǂ Billboard Italia: - 2024: Top 10 Most Iconic Iron Maiden Songs Ever – "The Number of the Beast", Iron Maiden #1 ǂ Billboard Magazine: - 2007: Best Metal Song Ever – „Hallowed Be Thy Name”, Iron Maiden #1 ǂ ★ Bloodstock Metal Art Exhibition: - 2022: Art Gallery – The Iron Maiden Exhibition ǂ ★ BMW Custom Bikes: - 2022: Iron R 18 Bike – Bike Inspired by Iron Maiden’s Music ǂ Bogota International Airport: - 2009: Honorary Capitan Title – Bruce Dickinson, Iron Maiden ǂ ★ BPI UK: - 2011: BPI Hall of Hame – Iron Maiden (włączony) ǂ ★ - 2023: Over 5 MLN Certified Album Sold Plaque – Iron Maiden ǂ ★ - 2025: 20 MLN Sales Worldwide of The Number of the Beast Album Plaque – Iron Maiden ǂ ★ British Bottlers Institute: - 2014: Gold Medal Beer – Iron Maiden’s Trooper Ale ǂ ★ - 2016: Gold Medal Beer – Iron Maiden’s Trooper Ale ǂ ★ - 2018: Gold Medal Beer – Iron Maiden’s Trooper Ale ǂ ★ - 2023: Gold Medal Beer – Iron Maiden’s Trooper Ale ǂ ★ British Drum Co.: - 2021: International Dealer of a Year – McBrain's Drum One (Iron Maiden) GOLD ǂ ★ - 2021: European Dealer of a Year – McBrain's Drum One (Iron Maiden) GOLD ǂ ★ - 2021: UK Dealer of a Year – McBrain's Drum One (Iron Maiden) GOLD ǂ ★ - 2022: Special Dealer of a Year – McBrain's Drum One (Iron Maiden) SILVER ǂ ★ Brussels Beer Challenge: - 2020: Silver Medal Beer – Iron Maiden’s Trooper Brasil IPA ǂ ★ - 2014 – 2023: 12 innych wyróżnień ǂ ★ Brit Awards: - 1992: Best British Single (Nomination) – „Bring Your Daughter... to the Slaughter”, Iron Maiden ǂ ★ - 2009: Best British Live Act – Iron Maiden ǂ ★ British Drum Co.: - 2019: International Brand Ambassador – Nicko McBrain (Iron Maiden) ǂ ★ - 2024: General Director – Nicko McBrain (Iron Maiden) British Fencing Veterans: - 2022: Honorary Member of British Fencing Veterans – Bruce Dickinson (Iron Maiden) ǂ ★ British Music Experience: - 2011: Flight 666 Exposition (London) – Iron Maiden ǂ ★ - 2017: Eddie the Head Icon Presentation (Liverpool) – Iron Maiden ǂ ★ Burrn! Awards: - 1985: The First Year Poll Winner – Iron Maiden ǂ ★ - 1985: Best International Band – Iron Maiden ǂ ★ - 1985: Best Live Band – Iron Maiden ★ - 1985: Best Vocalist – Bruce Dickinson ★ - 1985: Best Bass Player – Steve Harris ★ - 1985: Best Songwriter – Steve Harris ǂ ★ - 1985: Best Drummer – Nicko McBrain ★ - 1985: Best Album – Powerslave, Iron Maiden ★ - 1985: Best Sleeve Illustration – Powerslave, Iron Maiden ★ - 1987: Best International Band – Iron Maiden ǂ ★ - 1987: Best Metal Band of All Time – Iron Maiden ǂ ★ - 1987: Best Live Band – Iron Maiden ★ - 1987: Best Sleeve Illustration – Somewhere in Time Iron Maiden ★ - 1991: Best Live Band – Iron Maiden ★ - 1991: Best Bass Player – Steve Harris ★ - 1992: Best Vocalist- Bruce Dickinson ★ - 1992: Best Album Sleeve Illustration – Fear of the Dark Iron Maiden ★ - 1993: Best Bass Player – Steve Harris ★ - 1994: Icon – Bruce Dickinson ★ - 1996: Best Bass Player – Steve Harris ★ - 1996: Best Album – The X Factor, Iron Maiden ★ - 1999: Best Bass Player – Steve Harris ★ - 2001: Best Group – Iron Maiden ǂ ★ - 2001: Best Album – Brave New World, Iron Maiden ★ - 2001: Best Album Cover – Brave New World, Iron Maiden ★ - 2001: Live Performance In Japan – Iron Maiden ★ - 2001: Best Bass Player – Steve Harris ★ - 2001: 2nd Best Vocalist – Bruce Dickinson - 2001: 2nd Best Drummer – Nicko McBrain - 2001: 2nd Best Producer – Kevin Shirley - 2001: Redactors’ Choice Album – Brave New World, Iron Maiden ǂ ★ - 2001: Redactors’ Choice Band – Iron Maiden ǂ ★ - 2004: Best Album – Dance of Death, Iron Maiden ★ - 2004: Worst Album Cover – Dance of Death, Iron Maiden ★ - 2004: Live Performance In Japan – Iron Maiden ★ - 2004: Best Bass Player – Steve Harris ★ - 2004: Best Vocalist – Bruce Dickinson - 2004: 2nd Best Drummer – Nicko McBrain - 2004: Redactors’ Choice Band – Iron Maiden ǂ ★ - 2004: Best International Band – Iron Maiden ǂ ★ - 2005: Best Bass Player – Steve Harris ★ - 2005: Best Vocalist – Bruce Dickinson - 2005: Redactors’ Choice Band – Iron Maiden ǂ ★ - 2005: Best International Band – Iron Maiden ǂ ★ - 2006: Best International Band – Iron Maiden ǂ ★ - 2006: Best Album – A Matter of Life and Death, Iron Maiden ★ - 2006: Best Tune – (#1: Different World #2: Reincarnation Of Benjamin Breeg) Iron Maiden ★ - 2006: Best Artwork – AMOLAD Album Illustration ★ - 2006: Best Live Performance – Iron Maiden ★ - 2006: Best Vocalist – Bruce Dickinson ★ - 2006: Best Bass Player – Steve Harris ★ - 2006: Best Songwriter – Steve Harris ★ - 2006: Redactors’ Choice Best Live Performance – Iron Maiden ǂ ★ - 2006: Redactors’ Choice Best Album – Iron Maiden ǂ ★ - 2006: Redactors’ Choice Best Artist – Iron Maiden ǂ ★ - 2009: Live Performance In Japan – Iron Maiden ★ - 2009: Best Bass Player – Steve Harris ★ - 2009: Best Vocalist – Bruce Dickinson - 2009: 2nd Best Drummer – Nicko McBrain - 2009: Redactors’ Choice Band – Iron Maiden ǂ ★ - 2009: Best International Band – Iron Maiden ǂ ★ - 2010: Best Bass Player – Steve Harris ★ - 2010: 2nd Best Vocalist – Bruce Dickinson - 2010: Best Documm Movie – Iron Maiden "Flight 666" ǂ ★ - 2010: Best International Band – Iron Maiden ǂ ★ - 2011: Best Bass Player – Steve Harris ★ - 2016: Best Album – The Book of Souls, Iron Maiden ǂ ★ - 2016: Best Live Performance – Iron Maiden ★ - 2016: Best Vocalist – Bruce Dickinson ★ - 2016: Best Bass Player – Steve Harris ★ - 2016: Best Drummer – Nicko McBrain ★ - 2016: Best Guitarist – Adrain Smith/Dave Murray ★ - 2016: Best Songwriter – Steve Harris ★ - 2016: Redactors’ Choice Best Live Performance – Iron Maiden ǂ ★ - 2016: Redactors’ Choice Best Album – Iron Maiden ǂ ★ - 2016: Redactors’ Choice Best Artist – Iron Maiden ǂ ★ - 2020: Best Bass Player Ever – Steve Harris ǂ ★ - 2022: Best Bass Player – Steve Harris ǂ ★ - 2022: Best Composer – Steve Harris ǂ ★ - 2022: Best Band – Iron Maiden ǂ ★ - 2022: Best Vocalist – Bruce Dickinson #3 ǂ - 2022: Album of the Year – Senjutsu, Iron Maiden #2 ǂ - 2022: Album Cover of the Year – Senjutsu, Iron Maiden #2 ǂ - 2022: Best Guitarist – Adrian Smith #4 ǂ - 2022: Best Song – „The Writing on the Wall”, Iron Maiden #4 ǂ - 2023: Best Bass Player – Steve Harris ǂ ★ - 2025: Best Live Band - Iron Maiden ǂ ★ - 2025: Best Vocal – Bruce Dickinson ǂ ★ - 2025: Best Bassist – Steve Harris ǂ ★ - 2025: Best Composer – Steve Harris ǂ ★ - 2025: Best Drummer – Nicko McBrain ǂ ★ - 2025: 2nd Best Band – Iron Maiden ǂ ★ - 2025: 2nd Best Shinig Star – Bruce Dickinson ǂ ★ - 2025: 4th Best Guitarist – Adrian Smith Burmistrz Abouquerque: - 2019: Data 19 Września – Oficjalny Dzień Iron Maiden ǂ ★ Butanan Institute – São Paulo: - 2019: Extraordinarius brucedickinsoni – Nowy gatunek brazylijskiego pająka. Nazwa zainspirowana nazwiskiem wokalisty Iron Maiden ǂ ★ CAA & K2 Award: - 2022: Commemorating The Amazing Achievement of Over 3 Million Tickets Sold for Their Individual Shows – The Legacy Of The Beast Tour ǂ ★ CAERDAV: - 2018: Prezes i Współwłaściciel – Bruce Dickinson (Iron Maiden) ǂ ★ Carretera y Manta: - 2021: Top 15 Best albums of the Year – Senjutsu, Iron Maiden #12 ǂ Cart & Horses London Pub: - 2005: Officially Named „The Birthplace of Iron Maiden” – Oficjalny Pub-Muzeum Iron Maiden ǂ ★ Certyfikaty Sprzedaży Audio – Video: - 2025: 708 Srebrnych, Złotych, Platynowych Płyt – Iron Maiden ★ Channel 4 Heavy Metal Top Ten Ever: - 1999: The Most Successful British Metal Band of All Time – Iron Maiden #1 (441 points from Music Charts & Tours) ǂ ★ Chilean Airlines Honorary Title: - 2009: Best Flying Musician – Bruce Dickinson (Iron Maiden) ǂ ★ Cifra Club News: - 2020: Top 10 the Most Famous Guitar Solos of the '80s – The Trooper, Iron Maiden #3 ǂ CIMM Fest: - 2017: Best Feature Docummentary Award – Scream For Me, Sarajevo, Bruce Dickinson (Iron Maiden) ǂ ★ Circus Magazine: - 1987: Metal Hall of Fame – Iron Maiden (Inducted) ǂ ★ - 2003: Icon Of Metal – Iron Maiden ǂ ★ Classic Rock – Rolls of Honour Awards i inne: - 2002: Album of the Year – Brave New World, Iron Maiden ǂ ★ - 2002: Best Band of the Year – Iron Maiden ǂ ★ - 2006: Top 100 Greatest British Albums Ever – The Number of the Beast (Nr. 15), Iron Maiden (Nr. 56), Iron Maiden ǂ - 2006: Rolls of Honour Album of the Year – A Matter of Life and Death, Iron Maiden ǂ ★ - 2006: Rolls of Honour Best Album of 2006 – A Matter of Life and Death, Iron Maiden ǂ ★ - 2006: Rolls of Honour VIP Award – Rod Smallwood, Iron Maiden ǂ ★ - 2009: Rolls of Honour Band of the Year – Iron Maiden ǂ ★ - 2011: Rolls of Honour Best British Band – Iron Maiden ǂ ★ - 2012: Hall of Fame at the Marshall Classic Rock Roll of Honour Awards – Rod Smallwood, Iron Maiden (Inducted) ǂ ★ - 2013: Rolls of Honour Rock Legend – Iron Maiden ǂ ★ - 2015: Rolls of Honour Album of the Year – The Book of Souls, Iron Maiden ǂ ★ - 2016: Readers’ Poll: Best Album of 2015 – The Book of Souls, Iron Maiden ǂ ★ - 2018: Readers’ Poll: Best Album of 2000 – Brave New World, Iron Maiden ǂ - 2019: 100 Greatest Rock Albums Ever – Iron Maiden: The Number of the Beast, Powerslave, Live After Death, Seventh Son of a Seventh Son ǂ - 2019: Top 50 Best Rock Albums of 2010s – Iron Maiden The Book of Souls (2016) TOP 3 - 2020: Top 100 Best Rock Songs of XXI Century – The Bloodbrothers, Iron Maiden (2000) TOP 10 - 2020: Top 50 Greatest Live Albums Ever – Live After Death, Iron Maiden (1985) TOP 10 ǂ - 2021: Top 10 Greatest Rock Albums Ever – The Number of the Beast (#12), Seventh Son of a Seventh Son, Live After Death, Iron Maiden, Powerslave, Iron Maiden ǂ - 2021: Album of the Year – Senjutsu, Iron Maiden #1 ǂ ★ - 2024: Best Album of 1984 – Powerslave, Iron Maiden #1 ǂ - 2024: Best Rock Bands of All Time – Iron Maiden #10 ǂ Classic Rock History: - 2023: Artists with Six Fantastic Albums in the Row – Killers, The Number of the Beast, Piece of Mind, Powerslave, Somewhere in Time, Seventh Son of a Seventh Son, Iron Maiden ǂ - 2024: Top 10 Iron Maiden Songs Ever – "Hallowed Be Thy Name", Iron Maiden #1 ǂ - 2024: Top 10 Best Songs Abaut Paranoid Ever – "Fear of the Dark", Iron Maiden #2 ǂ Classic Rock Italia: - 2022: Top 50 Albums of the Year – Senjutsu, Iron Maiden #1 ǂ Classic of Rock Award: - 1992: Good, Gold, Platinum Charity – Iron Maiden ǂ ★ Consequence of Sound: - 2021: Top Metal & Hard Rock Albums of the Year – Senjutsu, Iron Maiden #1 ǂ ★ - 2021: Top Metal & Hard Rock Songs of the Year – „The Writing on the Wall”, Iron Maiden #2 ǂ★ - 2022: The Most Scarried Metal Songs Ever – „Fear of the Dark”, Iron Maiden #11 ǂ - 2024: The Greatest Basslines of All Time – „The Number of the Beast”, Iron Maiden ǂ - 2024: The Greatest Bassists of All Time – Steve Harris, Iron Maiden ǂ★ - 2024: The Greatest Drummers of All Time – Nicko McBrain, Iron Maiden ǂ - 2024: Top 10 Greatest Iron Maiden Songs of All Time – "Hallowed be thy Name", Iron Maiden #1 ǂ - 2025: Top 75 Best Metal Albums of All Time – The Number of the Beast, Powerslave, Killers; Iron Maiden ǂ CRIA Awards: - 1987: LPs Sales Award – Iron Maiden for over one million copies sold of their 7 albums in Canada ǂ ★ DIAMOND JUBILEE OF EQII: - 2012: Best British Album Ever (Public Choice) – The Number of the Beast Iron Maiden #1 ǂ ★ DOKU Art Festival: - 2017: Audience Award – Scream For Me, Sarajevo, Bruce Dickinson (Iron Maiden) ǂ ★ - 2017: Young Jury Award – Scream For Me, Sarajevo, Bruce Dickinson (Iron Maiden) ǂ ★ DokumFEST: - 2017: Best Docummentary Award – Scream For Me, Sarajevo, Bruce Dickinson (Iron Maiden) ǂ ★ Drum Magazine: - 2022: The Greatest Songs With Heavy Drums – „Be Quick or Be Dead”, Iron Maiden #7 ǂ Eagle Rock Entertainment: - 2001: Classic Albums Series – The Number of the Beast, Iron Maiden ★ Early Game: - 2024: The Best Rock Bands of All Time – Iron Maiden East End of London - Wall of Art: - 2025: Trooper Eddie Mural – Iron Maiden 50 ǂ ★ eBilet.pl: - 2023: Najpopularniejsze Koncerty Artystów Zagranicznych 2022 – Iron Maiden, Warszawa, PGE Narodowy ǂ ★ ECHO Musik Preis: - 2009: Best International Live Band – Iron Maiden ǂ ★ - 2016: Best International Alternative/Rock Album – The Book of Souls, Iron Maiden ǂ ★ Edinburgh Odeon Award: - 1981: Sold Out Record – Iron Maiden ǂ - 1986: Sold Out Record – Iron Maiden ǂ Eisner Awards (Nominacja): - 2024: Best Publication Design – Iron Maiden: Piece of Mind designed by Josh Bernstein and Rob Schwager (Z2), Iron Maiden ǂ ★ EL Salvador Ministry of Tourism: - 2016: Honorary Visitors of the Country Award – Iron Maiden ǂ ★ EL Club Del Rock: - 2023: Top 7 Concept Albums Inspired By Literature – Seventh Son of a Seventh Son, Iron Maiden #5 Elon Musk’s SpaceX: - 2019: Iron Maiden Headquarter Area – nazwa sektora głównego zainspirowana nazwą grupy ǂ ★ EMI Rec. Sales Award: - 1996: Record Sales Recognition Award – Iron Maiden for over 40 mln copies sold of 10 studio albums ǂ ★ - 2008: Record Sales Recognition Award – Iron Maiden for over 75 mln copies sold of 23 catalogue albums ǂ ★ - 2022: Record Sales Recognition Award – Iron Maiden for over 100 mln copies sold of 17 studio albums ǂ ★ Emma-gaala: - 2004: The audience vote for Best Foreign Artist – Iron Maiden ǂ ★ - 2006: The audience vote for Best Foreign Artist – Iron Maiden ǂ ★ Encuentros Cartagena, FICCI: - 2021: Atico Post Producion Award – Night of the Beast (Para-docummentary about Iron Maiden show) ǂ ★ Europejskie Obserwatorium Południowe: - 2020: Atmosfera Planety WASP-76b – Doskonała Sceneria dla Show Iron Maiden ǂ ★ Europa Press, Olga Suanya: - 2021: 121 Universal Songs of Popular Music XX & XXI Century – Iron Maiden ǂ EVENT.DE: - 2004: Best Sound System – Golden Award For Iron Maiden ǂ ★ Ex-Ground Filmfest: - 2021: Audience Award – Night of the Beast (Para-docummentary about Iron Maiden show) ǂ ★ Excelsior: - 2022: Top 7 Biggest Shows of 2022 – Foro Sol (over 65,000), Iron Maiden #1 Festiwal Filmowy w Sarajewie: - 2016: Human Rights Award – Scream For Me, Sarajevo, Bruce Dickinson (Iron Maiden) ǂ ★ - 2016: Special Jury Prize – Scream For Me, Sarajevo, Bruce Dickinson (Iron Maiden) ǂ ★ - 2016: Audience Award – Scream For Me, Sarajevo, Bruce Dickinson (Iron Maiden) ǂ ★ - 2017: Official Competition Award – Scream For Me, Sarajevo, Bruce Dickinson (Iron Maiden) ǂ ★ Festival Internacional de Cine de Gijón/Xixón: - 2021: Selection Award – Night of the Beast (Para-docummentary about Iron Maiden show) ǂ ★ Festival Internacional de Cine de Guadalajara, Un Festival Mexicano: - 2021: Audience Award – Night of the Beast (Para-docummentary about Iron Maiden show) ǂ ★ Festival Internacional de Cine de Merida y Yucatan: - 2021: Selection Award – Night of the Beast (Para-docummentary about Iron Maiden show) ǂ ★ Fonogram – Magyar Zenei Díjat (Nominacja): - 2022: Best Album Hard Rock/Metal – Senjutsu, Iron Maiden ★ Forbes: - 2024: The Best Artists of the '80s – Iron Maiden ǂ - 2024: The 50 Best '80s Songs – "The Number of the Beast", Iron Maiden ǂ - 2024: Greatest Heavy Metal Guitarists of All Time – Adrian Smith/Dave Murray, Iron Maiden #5 ǂ ★ - 2024: Greatest Heavy Metal Bands of All Time – Iron Maiden #3 ǂ ★ - 2025: Greatest Rock Bands of All Time – Iron Maiden #15 ǂ ★ Forca Jovem Vasco: - 2000: Honorary Mascot of the Club – Eddie (Iron Maiden) ǂ ★ Fort Lauderdale International Film Festival: - 2021: Selection Award – Night of the Beast (Para-docummentary about Iron Maiden show) ǂ ★ Game Reactor Blog: - 2023: Top 10 Greatest Live Albums of All Time – Live After Death, Iron Maiden #2 Gater 98.7 Wall of Fame: - 2024: Gater 98.7 Wall of Fame – Nicko McBrain, Iron Maiden (inducted) ǂ ★ Gdański Uniwersytet Medyczny: - 1986: Wielki Puchar Sportu – Iron Maiden (Trofeum) ǂ ★ Geek Week: - 2019: Top 10 Most Influential Metal Bands of All Time – Iron Maiden #3 ǂ GelreDome Walk of Stars: - 2025: Rock Star UK – Iron Maiden (inducted) ǂ ★ GIFF Guanajuato International Film Festival: - 2021: Selection Award – Night of the Beast (Para-docummentary about Iron Maiden show) ǂ ★ Glide Magazine: - 2021: Top 20 Best Albums of the Year – Senjutsu, Iron Maiden #9 ǂ Global Beer Masters: - 2019: Gold Award – Trooper Ale (Iron Maiden) ǂ ★ - 2019: Silver Award – Trooper Light Brigade Ale (Iron Maiden) ǂ ★ GMA Awards: - 2022: Release of the Year (2021) – Senjutsu, Iron Maiden (Winner) ǂ ★ GnRCentral: - 2024: Metal Bands that Shaped the Genre – Iron Maiden #2 ǂ ★ Gryka kalifornijska im. wokalisty Iron Maiden: - 2018: Eriogonum fasciculatum „Bruce Dickinson” ǂ ★ Golden Raspberry Award: - 1989: The Worst Original Song – Bring Your Daughter to... the Slaughter, Bruce Dickinson (autor) ǂ ★ Grammy Awards: - 2011: Grammy Award for Best Metal Performance – El Dorado, Iron Maiden ǂ ★ Grammy Awards – Nominacje: - 1994: Best Metal Performance – Fear of the Dark (live), Iron Maiden ǂ ★ - 2001: Best Metal Performance – The Wicker Man, Iron Maiden ǂ ★ - 2001: Best Metal Album – Brave New World, Iron Maiden ǂ ★ - 2001: Best Hard Rock Song – Brave New World, Iron Maiden ǂ ★ - 2010: Best Documentary Video – Flight 666: The Original Soundtrack, Iron Maiden ǂ ★ - 2011: Best Metal Performance – El Dorado, Iron Maiden ǂ ★ - 2013: Best Hard Rock Performance – Blood Brothers (live), Iron Maiden ǂ ★ - 2024: Best Metal Performance – "Phantom of the Opera" (1980, Iron Maiden) dla grupy Ghost ǂ ★ Greece IFPI Award: - 2007: Over 500,000 Recordings Sold – Iron Maiden ǂ ★ Guinness Book of Records: - 1990: The Biggest & Loudest PA System Ever – Iron Maiden, Monsters of Rock Festival, 20 th August 1988. A total of 360 Turbosound cabinets offering a potential 523kW of programme power, formed the largest front-of-house PA. The average Sound Pressure Level at the mixing tower was 118dB, peaking at a maximum of 125 dB during Iron Maiden’s set. It took five days to set up the system ǂ ★ - 2012: The Largest Collection of Iron Maiden Memorabilia – 4,168 items and belongs to Rasmus Stavnsborg (Denmark), in Karlslunde, Denmark ǂ ★ - 2013: The Biggest Number of Tattoos Dedicated to the One Artist – Iron Maiden: 172 tattoos and belongs to Marco Motolo (Brasil) ǂ ★ - 2014: The Largest Collection of Iron Maiden Memorabilia – 4,507 items and belongs to Rasmus Stavnsborg (Denmark), in Karlslunde, Denmark ǂ ★ - 2016: Most Difficult Song in Rock Band Game – Run to the Hills, Iron Maiden ǂ ★ - 2017: Most Songs Featured in Videogames by Metal Artist – 51 songs, 15 games, Iron Maiden ǂ ★ Guitar Center’s „Drum-Legends” Award: - 2009: Hall of Fame Induction – Nicko McBrain (Iron Maiden) ǂ ★ Guitar World: - 2004: Top 100 Greatest Metal Guitarists Ever – Adrian Smith, Dave Murray, Iron Maiden ǂ ★ - 2015: Top 10 Heavy Metal Concept Albums – Seventh Son of a Seventh Son, Iron Maiden #4 ǂ - 2020: Top 40 Basslines Ever – Phantom of the Opera Steve Harris, Iron Maiden - 2020: Top 50 Best Iron Maiden Songs Ever – The Number of the Beast Iron Maiden #1 ǂ - 2020: Top 10 Best Over 10 Min Long Songs Ever – Rime of the Ancient Mariner Iron Maiden #2 ǂ - 2020: Top 10 Best Hard Rock & Metal Guitarists Ever – Adrian Smith, Iron Maiden #8 ǂ - 2021: Top 10 Best Guitar Riffs of 2021 – „Stratego”, Iron Maiden #8 ǂ - 2021: Top 10 Best Guitar Albums of 2021 – Senjutsu, Iron Maiden #3 ǂ - 2022: Top 30 Best Guitar Albums of 1992 – Fear of the Dark, Iron Maiden #18 ǂ - 2022: Top 50 Greatest Guitar Riffs Ever – "2 Minutes To Midnight", Iron Maiden #25 ǂ - 2024: The Greatest Guitar Albums of 1984 – Powerslave, Iron Maiden #2 ǂ Hamilton International Film Festival: - 2017: Selection Award – Scream For Me, Sarajevo, Bruce Dickinson (Iron Maiden) ǂ ★ Hard Rock Cafe Worldwide: - 2024: Rock Stars Memorabilia – Iron Maiden (także Warszawa, Kraków, Gdańsk) ǂ ★ Hit Parader: - 1984: The Loudest Band in the World – Iron Maiden ǂ ★ - 1988: Heavy Metal Hall of Fame – Iron Maiden (inducted) ǂ ★ - 2006: The Best Rock & Metal Vocalist Ever – Bruce Dickinson (#7), Iron Maiden ǂ - 2006: Hard & Heavy Hall Of Fame – Iron Maiden (Inducted) ǂ ★ HMV Awards: - 2014: Best British Album Ever – Iron Maiden, The Number of the Beast #1 ǂ ★ Hollywood’s RockWalk: - 2005: RockWalk of Fame Inductee – Iron Maiden ǂ ★ Honorowy Obywatel Miasta Kurytyba: - 2024: Bruce Dickinson (Iron Maiden) ǂ ★ Honorowy Obywatel Sarajewa: - 2018: Bruce Dickinson (Iron Maiden) ǂ ★ Honorary Visitors of BSBA Diploma: - 2013: Buenos Aires Keys to the City – Iron Maiden ǂ ★ Honorary Visitors of Asuncion Diploma: - 2013: Asuncion Keys to the City – Iron Maiden ǂ ★ Iberian Festival Awards: - 2017: Best International Live Performance – Iron Maiden ǂ ★ IFPI Finland Award: - 2005: Record Sales Award – Iron Maiden for over 500.000 copies of albums sold in Finland ǂ ★ - 2010: Record Sales Award – Iron Maiden for over 750.000 copies of albums sold in Finland ǂ ★ IGN Entertainment: - 2007: Top 25 Best Metal Albums Ever – The Number of the Beast (#3), Piece of Mind (#21), Iron Maiden ǂ ★ Intelligent Life Magazine: - 2009: Polymath Title – Bruce Dickinson (Iron Maiden) ǂ ★ International Brewing and Cider Awards: - 2021: Brewing Industry Oscars (Bronze) – Trooper Ale, Robinsons Brewery & Iron Maiden ǂ ★ - 2021: Brewing Industry Oscars (Silver) – Trooper IPA, Robinsons Brewery & Iron Maiden ǂ ★ International Managers’ Forum: - 1999: Manager of the Year – Rod Smallwood, Iron Maiden ǂ ★ Irish Examiner: - 2004: The Most Popular Music T-Shirt Pattern – Eddie, Iron Maiden #1 ★ Ivor Novello Awards: - 2001: International Achievement as British Composers and Musicians – Iron Maiden ǂ ★ Juno Awards: - 2010: Juno Award for Music DVD of the Year – Iron Maiden: Flight 666 (Sam Dunn and Scott McFadyen) ǂ ★ Kart Races São Paulo: - 2023: Gold Medal Winner – Bruce Dickinson (Iron Maiden) ★ KEF Award: - 2004: Best Sounded DVD Audio – Dance of Death DVD Audio, Iron Maiden ǂ ★ Kerrang! Awards i inne: - 1981: Top 100 Best Albums Ever – Iron Maiden (Nr. 15), Killers (Nr. 32), Iron Maiden ǂ - 1983: Top 100 Best Albums Ever – Piece of Mind (Nr. 1),The Number of the Beast (Nr. 2) Iron Maiden ǂ ★ - 1985: Readers’ Poll 1984 All Categories Winner – Iron Maiden ǂ ★ - 1986: Top 100 Best Albums of the Year – Somewhere in Time (Nr. 1), Iron Maiden ǂ ★ - 1986: Readers’ Poll 1985 All Categories Winner – Iron Maiden ǂ ★ - 1987: Readers’ Poll 1986 All Categories Winner – Iron Maiden ǂ ★ - 1988: Best Bassist – Steve Harris, Iron Maiden #1 ǂ ★ - 1989: Readers’ Poll 1988 All Categories Winner – Iron Maiden ǂ ★ - 1990: Best Bassist – Steve Harris, Iron Maiden #1 ǂ ★ - 1991: Readers’ Poll 1990 All Categories Winner – Iron Maiden ǂ ★ - 1994: Best Composer Award – Steve Harris, Iron Maiden ǂ ★ - 1996: Best Metal Band Award – Iron Maiden ǂ ★ - 2002: Icon Award – Iron Maiden ǂ ★ - 2003: Top 50 Most Influential Albums of All Time – The Number of the Beast (Nr. 15), Iron Maiden ǂ - 2005: Kerrang! Hall of Fame Award – Iron Maiden ǂ ★ - 2005: Top 100 Best British Rock Albums Ever – The Number of the Beast (Nr. 2), Iron Maiden (Nr. 9), Brave New World (Nr. 28), Killers (Nr. 41), Iron Maiden ǂ ★ - 2007: The Most Important Band of Last 25 Years – Iron Maiden ǂ ★ - 2013: Kerrang! Inspiration Award – Iron Maiden ǂ ★ - 2016: Kerrang! Legend Award – Iron Maiden ǂ ★ - 2018: Live Show of a Year – Iron Maiden ǂ ★ - 2019: Best Metal Mascot Ever – EDDIE (Iron Maiden) ǂ - 2019: The Greatest Metal Cover Illustrators Ever – Derek Riggs: EDDIE (Iron Maiden) ǂ - 2019: The Most Important Line Up Changes Ever – Bruce Dickinson (Iron Maiden) #1 ǂ - 2019: Top 20 Greatest Line Up Changes Ever – Bruce Dickinson (Iron Maiden) #1 ǂ - 2019: Top 50 Most Influential Hard Rock Albums Ever – The Number of the Beast Iron Maiden ǂ - 2020: Top 75 Best Albums of the 2010s – The Book of Souls Iron Maiden, Top 20 - 2020: Top 20 Classic Albums From 2000 – Brave New World Iron Maiden, Top 5 ǂ - 2020: The Greatest Metal Songs From Late in a Bands Career – The Book of Souls Iron Maiden #1 ǂ - 2020: Fans’ Choice the Best Iron Maiden Album Ever – Seventh Son of a Seventh Son Iron Maiden ǂ - 2020: The Greatest Concert Intros Ever – Churchill’s Speech, Iron Maiden #3 ǂ - 2020: The Best Albums of 2000 – Iron Maiden, Brave New World #7 ǂ - 2020: The Top 20 Greatest Iron Maiden Songs Ranked – Hallowed Be Thy Name #1 ǂ - 2020: The Top 10 Greatest Reading Fesival Headline Sets – Iron Maiden (2005) #3 ǂ - 2020: The Top 10 Greatest Iron Maiden Videos – „Wasted Years”, Iron Maiden #1 - 2020: The 25 Greatest Three Albums Runs Ever – The Number of the Beast, Piece of Mind, Powerslave Iron Maiden #5 - 2020: The Greatest Multiple Albums Runs Ever – Iron Maiden, Killers, The Number of the Beast, Piece of Mind, Powerslave, Somewhere in Time, Seventh Son of a Seventh Son (7 Albums) Iron Maiden #1 ǂ ★ - 2020: The Best Double Albums in Rock/Metal Ever – The Book of Souls, Iron Maiden #1 ǂ - 2020: The Greatest Live Albums of All Time – Live After Death, Iron Maiden #1 ǂ ★ - 2021: The Highest Rated Metal Albums of All Time – The Book of Souls, Iron Maiden #7 ǂ - 2021: Top 100 Greatest Concept Albums Ever – Seventh Son of a Seventh Son, Iron Maiden - 2021: Top 50 Most Evil Songs Ever – „The Number of the Beast”, Iron Maiden #4 Kerrang! Spain Awards i inne: - 2002: Best Band Ever – Iron Maiden ǂ ★ - 2003: Best Artist Live – Iron Maiden ǂ ★ - 2004: Band All Times – Iron Maiden ǂ ★ - 2005: Best Band Ever – Iron Maiden ǂ ★ - 2006: Best Album Ever – A Matter of Life and Death, Iron Maiden ǂ ★ - 2006: Band All Times – Iron Maiden ǂ ★ - 2008: Best Band Ever – Iron Maiden ǂ ★ La Prensa: - 2023: 10 Most Legendary Metal Bands of All Time – Iron Maiden #1 ǂ ★ Live Nation Canada: - 2008: 13 koncertów w prowincji Quebec (1998–2007) dla 150 000 widzów – Iron Maiden ǂ ★ Live Nation Scandinavia: - 2008: Best Rock Tour – Iron Maiden ǂ ★ - 2008 – 2009: Siedem koncertów stadionowych dla ponad 250 000 fanów – największa publiczność, przed którą wystąpił artysta rockowy w Skandynawii ǂ ★ - 2010 – 2011: Siedem koncertów stadionowo-festiwalowych dla 450 000 fanów – największa publiczność, przed którą wystąpił jakikolwiek artysta w Skandynawii ǂ ★ - 2013 – 2014: Siedem koncertów stadionowo-festiwalowych dla 280 000 fanów – kolejne potwierdzenie dominującej pozycji grupy w regionie ǂ ★ - 2014: Koncerty w okresie 1980 – 2014 dla ponad 2,5 mln widzów (10,3% populacji) – kolejne potwierdzenie dominującej pozycji grupy w regionie ǂ ★ Live Nation India Special Award: - 2007: Fastest Selling Event – Iron Maiden in Bengalore ǂ ★ - 2007: First Ever Platinum Indian Award For Metal Band – A Matter of Life and Death, Iron Maiden ǂ ★ Loudwire Awards (Critics Poll) i inne: - 2013: Best Metal Albums 1983 – Iron Maiden, Piece of Mind #3 ǂ - 2015: Album of A Year – The Book of Souls, Iron Maiden ★ - 2015: Best Song of A Year – Empire of The Clouds, Iron Maiden ★ - 2015: Artist of A Year – Bruce Dickinson, Iron Maiden ★ - 2015: Top 50 Greatest Albums Ever – The Number of the Beast (#3), Piece of Mind (#15), Powerslave, Iron Maiden (Iron Maiden) ǂ ★ - 2017: Top 10 Greatest Metal Concept Albums Ever – Seventh Son of a Seventh Son (#3), Iron Maiden ǂ ★ - 2017: Best Live Band – Iron Maiden ǂ ★ - 2017: Best Bassist – Steve Harris (Iron Maiden) ǂ ★ - 2017: Best UK Metal Bands Ever – Iron Maiden #1 ǂ ★ - 2018: Top 30 Greatest Metal Frontmen & Frontwomen of XXI Century – Bruce Dickinson (Iron Maiden) #3 ǂ ★ - 2018: The Top 10 Best Albums of 1988 – Seventh Son of a Seventh Son, Iron Maiden #3 ǂ - 2019: 15 Greatest Album Closers Ever – Hallowed Be Thy Name, Iron Maiden - 2019: Top 50 Best Live Bands All Times – Iron Maiden #1 ★ - 2019: Top 100 Greatest Metal Albums Ever – The Number of the Beast (#3), Iron Maiden: 4 albumy na liście ★ - 2019: The Best Albums of the Decade 2010/2019 – The Book of Souls, Iron Maiden #7 - 2020: The Best Metal Albums of 2000 – Brave New World, Iron Maiden - 2020: The Best Rock/Metal Songs About Soldiers Ever – The Trooper, Iron Maiden #3 - 2020: The Best Iron Maiden Song Ever – Hallowed Be Thy Name, Iron Maiden #1 - 2020: The Most Performed Song In Metal Band’s Career – „Iron Maiden”, Iron Maiden (ponad 2000 razy) #1 - 2020: The Best Metal Songs of XXI Century – The Wicker Man, Iron Maiden #3 - 2020: The Top 10 Most Ott Rock & Metal Stage Sets Ever – World Slavery Tour, Iron Maiden #4 - 2021: The Best Metal Songs of Each Year (since 1970) – „Phantom of the Opera” (#3: 1980), „Wrathchild” (#1: 1981), „Hallowed Be Thy Name”, „The Number of the Beast” (#1, #2: 1982), „The Trooper” (#2: 1983), „Fear of the Dark” (#2: 1992), „The Wicker Man” (#1: 2000), „The Talisman” (#2: 2010), “If Eternity Should Fail” (#2: 2015), Iron Maiden - 2021: Top 5 of Best Metal Songs of XXI Century – „The Talisman”, Iron Maiden #4 - 2021: The Most Recognizable Songs From '90s – „Fear of the Dark”, Iron Maiden - 2021: The Greatest Metal Love Songs Not Being the Ballads – „When The Wild Wind Blows”, Iron Maiden #4 - 2021: The Best Ozzfest’s Line Up Ever – Ozzfest 2005, Black Sabbath/Iron Maiden #1 - 2021: The Top 66 Best Hard 'n Heavy Drummers of All Time – Nicko McBrain (#13), Clive Burr (#20), Iron Maiden - 2021: Best Metal Songs 2021 – „The Writing on the Wall”, Iron Maiden #14 - 2021: Best Rock/Metal Albums of the Year – Senjutsu, Iron Maiden #5 - 2022: Classic Rock & Metal Albums Turning 30 – Fear of the Dark, Iron Maiden - 2022: Classic Rock & Metal Albums Turning 40 – The Number of the Beast, Iron Maiden - 2022: Best Album of 1982 – The Number of the Beast, Iron Maiden #1 - 2022: Best Album of 1984 – Powerslave, Iron Maiden #1 - 2022: Best Album of 2000 – Brave New World, Iron Maiden #1 - 2022: Best Album of 2015 – The Book of Souls, Iron Maiden #1 - 2022: The Most Underrated Albums by 25 Big Rock + Metal Bands – The Final Frontier, Iron Maiden - 2022: Best Albums of Rock & Metal Singers Who Left the Big Bands – The Chemical Wedding, Bruce Dickinson #1 - 2022: Top Rock and Metal Tours 1992 – „Fear of the Dark Tour” #2 ǂ - 2022: The Biggest Rock/Metal Bands with Most Lineup Changes – Iron Maiden #3 ǂ - 2022: Top 10 Rock and Metal Bands with Die-Hard Fanbases – Iron Maiden #3 ǂ - 2022: Best Rock/Metal Songs no Chorus – „Rime of the Ancient Mariner”, Iron Maiden #1 ǂ - 2023: Top 100 Greatest Albums of 21st Century – Brave New World (#7), The Book of Souls (#52), Iron Maiden ǂ - 2023: Top 10 Best Late Career Albums Ever – Brave New World, Iron Maiden #1 ǂ - 2023: Best Metal Album Ever – The Number of the Beast, Iron Maiden #1 ǂ - 2023: Best Closing Song Every Iron Maiden Album Ranked – „Hallowed Be Thy Name”, Iron Maiden #1 ǂ - 2023: Surprising Metal Songs Streaming Numbers – „Wasting Love”, Iron Maiden #1 ǂ - 2023: Best Opening Metal Songs of the 80s – „Aces High” (#2), Moonchild (#14), Where Eagles Dare (#21), Caught Somewhere in Time (#39), Iron Maiden ǂ - 2023: The Most Memorable Rock Music Festival Performances of All Time – Rock in Rio 1985, Iron Maiden #6 ǂ - 2023: 90s Metal Albums Deserving Second Chance – Virtual XI, Iron Maiden #1 ǂ - 2023: 30 Most Iconic Hard Rock/Metal Album Covers Ever – Killers, Iron Maiden ǂ - 2023: The Greatest Live Albums of All Time – Live After Death, Iron Maiden ǂ - 2023: The Longest Songs From the Biggest metal Bands – "Empire of the Clouds", Iron Maiden ǂ - 2023: The Greatest Rock and Metal Bassists of All Time – Steve Harris, Iron Maiden #1 ǂ - 2023: The Greatest Metal Albums of the 1980s – The Number of the Beast, Iron Maiden #2 ǂ - 2024: 40 Years Best Metal albums of 1984 – Powerslave, Iron Maiden #1 ǂ - 2024: Best Rock/Metal Songs Without Chorus – "The Rime of the Ancient Mariner", Iron Maiden #1 ǂ - 2024: Essential 1980s Rock/Metal Albums Pass Down Children – The Number of the Beast, Iron Maiden #5 ǂ - 2024: Best Classic/Traditional Metal Band Ever – Iron Maiden #1 ǂ - 2024: Best Metal Albums of Each Year Since 1970 – The Number of the Beast (1982), Powerslave (1984), Seventh Son of a Seventh Son (1988), Brave New World (2000), The Book of Souls (2015), Iron Maiden (obok Black Sabbath najwięcej albumów na liście) ǂ ★ - 2024: Top 10 Most Collected Iron Maiden Albums – The Number of the Beast (1982), Iron Maiden ǂ ★ - 2024: Three Most Performed Songs By Big Metal Artists – "Iron Maiden" (2,358); "The Number of the Beast" (1,998); "Hallowed Be Thy Name" (1,900); Iron Maiden ǂ ★ - 2024: Rock & Metal Singers Which Left and Came Back – Bruce Dickinson, Iron Maiden ǂ ★ - 2024: The Most Underrated Albums By Big Bands – The Final Frontier, Iron Maiden ǂ - 2024: The Best Live Albums of the '80s – Live After Death, Iron Maiden #2 ǂ - 2024: The Best IM Short Song – "Run to the Hills", Iron Maiden #1 ǂ - 2024: Best 3rd Albums From Metal Bands – The Number of the Beast, Iron Maiden #3 ǂ - 2024: The Scariest Album Covers of All Time – Fear of the Dark, Iron Maiden ǂ - 2024: The Most Lyrically Intelligent Rock Bands Ever – Iron Maiden #5 ǂ - 2024: The Most Lyrically Negative Rock Bands Ever – Iron Maiden #2 ǂ - 2024: The 50 Best Albums Opening Songs of the '80s – "Aces High" (#2), "Moonchild" (#14), "Where Eagles Dare" (#21), "Caught Somewhere in Time" (#39), Iron Maiden ǂ - 2024: Best Rock & Metal Albums of the '80s – The Number of the Beast (#4), Powerslave (#24), Seventh Son of a Seventh Son (#41), Piece of Mind (#46), Killers (#56), Iron Maiden (#66); Iron Maiden ǂ - 2025: Best Metal Songs 2000 - 2025 – "The Wicker Man"; Iron Maiden ǂ - 2025: Best Metal Albums of the 2000s – Brave New World; Iron Maiden #3 ǂ - 2025: Best Metal Albums of the 1980s – The Number of the Beast (1982); Powerslave (1984), Iron Maiden ǂ - 2025: Best Iron Maiden's Over Eight Minutes Long Songs – "Rime of the Ancient Mariner", Iron Maiden #1 ǂ Madame Tussaud’s Rock Circus: - 1996: Tower Records UK Inductee – Iron Maiden’s Special Relief ǂ ★ Malaga Work in Progress, MAFIZ: - 2021: Post Production Award – Night of the Beast (Para-docummentary about Iron Maiden show) ǂ ★ Mariskal Rock Awards i inne: - 2009: LA Heavy Rockferendum – Iron Maiden: Best Band (#2), Best Vocal: Bruce Dickinson (#1), Best Bassist: Steve Harris (#1), Best Guitarist: Adrian Smith (#5), Best Drummer: Nicko McBrain (#4), Best Frontman: Bruce Dickinson (#1), Best Cover Art: Flight 666 (#2), Best DVD: Flight 666 (#1), All Time Band (#1), Best WWW: Iron Maiden (#1), Best Merch (#1) ǂ ★ - 2010: LA Heavy Rockferendum – Iron Maiden: Best Band (#1), Best Vocal: Bruce Dickinson (#1), Best Bassist: Steve Harris (#1), Best Guitarist: Adrian Smith (#3), Best Drummer: Nicko McBrain (#4), Best Frontman: Bruce Dickinson (#1), Best Composer: Steve Harris (#1), Best Album: The Final Frontier (#1), Best Song: El Dorado (#1), Best Cover Art: The Final Frontier (#1), Best Video: The Final Frontier (#1), All Time Band (#1), Best WWW: Iron Maiden (#1), Best Merch (#1) ǂ ★ - 2011: LA Heavy Rockferendum – Iron Maiden: Best Band (#3), Best Vocal: Bruce Dickinson (#1), Best Bassist: Steve Harris (#1), Best Drummer: Nicko McBrain (#3), Best Frontman: Bruce Dickinson (#1), The Best Composer: Steve Harris (#1), Best Outfit: Bruce Dickinson (#3), All Time Band (#1), Best WWW: Iron Maiden (#1), Best Merch (#1) ǂ ★ - 2012: LA Heavy Rockferendum – Iron Maiden: Best Band (#1), Best Vocal: Bruce Dickinson (#1), Best Bassist: Steve Harris (#1), Best Drummer: Nicko McBrain (#1), Best Frontman: Bruce Dickinson (#1), The Best Composer: Steve Harris (#1), Best Lirycs: Steve Harris (#1), Bruce Dickinson (#3), Best DVD: En Vivo! (#2), Best Cover Art: En Vivo! (#5), The Worst Outfit: Bruce Dickinson (#3), All Time Band (#1), Best WWW: Iron Maiden (#2), Best Merch (#1) ǂ ★ - 2013: LA Heavy Rockferendum – Iron Maiden: Best Band (#1), Best Vocal: Bruce Dickinson (#1), Best Bassist: Steve Harris (#1), Best Drummer: Nicko McBrain (#1), Best Frontman: Bruce Dickinson (#1), Best DVD: Maiden England’88 (#2), Best Cover Art: Maiden England’88 (#2), The Best Outfit: Bruce Dickinson (#1), All Time Band (#1), Best WWW: Iron Maiden (#2), Best Merch (#1) ǂ ★ - 2014: LA Heavy Rockferendum – Iron Maiden: Best Band (#1), Best Vocal: Bruce Dickinson (#1), Best Bassist: Steve Harris (#1), Best Drummer: Nicko McBrain (#3), Best Frontman: Bruce Dickinson (#1), The Best Outfit: Bruce Dickinson (#3), All Time Band (#1), Best WWW: Iron Maiden (#2), Best Merch (#1) ǂ ★ - 2015: LA Heavy Rockferendum – Iron Maiden: Best Band (#1), Best Vocal: Bruce Dickinson (#1), Best Bassist: Steve Harris (#1), Best Guitarist: Adrian Smith (#5), Best Drummer: Nicko McBrain (#2), Best Frontman: Bruce Dickinson (#1), Composer: Steve Harris (#1), Lirycs: Steve Harris (#1), Best Album: The Book of Souls (#1), Best Song: „Speed of Light” (#1), „If Eternity Should Fall” (#4), Best Video: „Speed of Light” (#2), Best Cover Art: The Book of Souls (#2), All Time Band (#1), Best Event: Dickinson The Cancer Surviving (#3), Best WWW: Iron Maiden (#1), Heroe: Bruce Dickinson (#2), Best Merch (#2) ǂ ★ - 2016: LA Heavy Rockferendum – Iron Maiden: Best Band (#2), Best Vocal: Bruce Dickinson (#1), Best Bassist: Steve Harris (#1), Best Guitarist: Adrian Smith (#3), Best Drummer: Nicko McBrain (#1), Best Frontman: Bruce Dickinson (#1), Composer: Steve Harris (#3), Lirycs: Steve Harris (#2), Event: The Book of Souls Tour (#2), All Time Band (#1), Best WWW: Iron Maiden (#2), Heroe: Bruce Dickinson (#4), Best Merch (#2) ǂ ★ - 2017: LA Heavy Rockferendum – Iron Maiden: Best Band (#1), Best Vocal: Bruce Dickinson (#1), Best Bassist: Steve Harris (#1), Best Guitarist: Adrian Smith (#5), Best Drummer: Nicko McBrain (#3), Best Frontman: Bruce Dickinson (#1), Composer: Steve Harris (#1), Event: The Book of Souls Tour (#2), All Time Band (#3), Best WWW: Iron Maiden (#2), Heroe: Bruce Dickinson (#2), Best Merch (#2) ǂ ★ - 2018: LA Heavy Rockferendum – Iron Maiden: Best Band (#2), Best Vocal: Bruce Dickinson (#1), Best Bassist: Steve Harris (#1), Best Drummer: Nicko McBrain (#2), Best Guitarist: Adrian Smith (#3), Best Frontman: Bruce Dickinson (#2), All Time Band (#1), Best WWW: Iron Maiden (#2), Heroe: Bruce Dickinson (#2), Best Merch (#2), Best Outfit: Bruce Dickinson (#2) ǂ ★ - 2019: LA Heavy Rockferendum – Iron Maiden: Best Band (#1), Best Vocal: Bruce Dickinson (#1), Best Bassist: Steve Harris (#1), Best Drummer: Nicko McBrain (#2), Best Frontman: Bruce Dickinson (#2), All Time Band (#1), Best WWW: Iron Maiden (#3), Heroe: Bruce Dickinson (#2), Best Merch (#1), Best Outfi Bruce Dickinson (#2) ǂ ★ - 2020: LA Heavy Rockferendum – Iron Maiden: Best Band (#1), Best Vocal: Bruce Dickinson (#1), Best Bassist: Steve Harris (#1), Best Drummer: Nicko McBrain (#2), Best Frontman: Bruce Dickinson (#2), All Time Band (#1), Best WWW: Iron Maiden (#3), Heroe: Bruce Dickinson (#2), Best Merch (#1), Best Outfit: Bruce Dickinson (#2) ǂ ★ - 2020: Most Important Albums of 1980 – Iron Maiden #2 ǂ ★ - 2021: LA Heavy Rockferendum – Iron Maiden: Best Band (#2), Best Vocal: Bruce Dickinson (#1), Best Guitarist: Adrian Smith (#5), Best Bassist: Steve Harris (#1), Best Drummer: Nicko McBrain (#3), Best Frontman: Bruce Dickinson (#2), Best Cover Art: Nights of the Dead: Live in Mexico City (#1), Best WWW: Iron Maiden (#2), Heroe: Bruce Dickinson (#3), Best Merch (#2), Best Outfit: Bruce Dickinson (#2) ǂ ★ - 2021: The Greatest Album of 1981 (Fan Vote) – Killers, Iron Maiden #1 ǂ - 2021: The Best Albums of the Year (Redaction) – Senjutsu, Iron Maiden #1 ǂ - 2022: LA Heavy Rockferendum – Iron Maiden: Best Band (#1), Best Vocal: Bruce Dickinson (#2), Best Bassist: Steve Harris (#1), Best Guitarist: Adrian Smith (#3), Best Drummer: Nicko McBrain (#3), Best Frontman: Bruce Dickinson (#1), Composer: Steve Harris (#1), Lirycs: Steve Harris (#2), Bruce Dickinson (#4), Best Album: Senjutsu (#1), Best Song: „The Writing on the Wall” (#2), Best Video: „The Writing on the Wall” (#1), Best Cover Art: Senjutsu (#1), All Time Band: Iron Maiden (#1), Best WWW: Iron Maiden (#3), Heroe: Bruce Dickinson (#4), Book: Iron Maiden Colouring Book (#4), Best Merch (#2), Newcomer: Smith/Kotzen(#2) ǂ ★ - 2022: The Greatest Album of 1982 (Readers’ Poll) – The Number of the Beast, Iron Maiden #1 ǂ - 2022: The Greatest Songs of 1982 (Readers’ Poll) – „The Number of the Beast” #1, „Run to the Hills” #14, Iron Maiden ǂ - 2023: LA Heavy Rockferendum – Iron Maiden: Best Band (#2), Best Vocal: Bruce Dickinson (#2), Best Bassist: Steve Harris (#1), Best Frontman: Bruce Dickinson (#1), All Time Band: Iron Maiden (#1), Best WWW: Iron Maiden (#3), Heroe: Bruce Dickinson (#1), Best Merch (#2), Best Live Artist: Iron Maiden (#1) ǂ ★ - 2024: The Greatest Album of 1983 (Fan Vote) – Piece of Mind, Iron Maiden #1 ǂ - 2024: LA Heavy Rockferendum – Iron Maiden: Best Band (#1), Best Vocal: Bruce Dickinson (#1), Best Bassist: Steve Harris (#2), Best Frontman: Bruce Dickinson (#2), All Time Band: Iron Maiden (#1), Best WWW: Iron Maiden (#3), Best Merch (#2), Best Live Artist: Iron Maiden (#2) ǂ ★ - 2025: LA Heavy Rockferendum – Iron Maiden: Best Band (#3), Best Vocal: Bruce Dickinson (#2), Best Bassist: Steve Harris (#1), Best Frontman: Bruce Dickinson (#2), All Time Band: Iron Maiden (#1), Best WWW: Iron Maiden (#4), Best Merch (#3), Best Drummer: Nicko McBrain (#2), Event 2025: Paul Di'Anno's Gone (#2); Nicko McBrain Out of Maiden (#3), Heroe of the Year: Steve Harris (#5) ǂ ★ Market Search Journals: - 2023: 20 Best Rock and Metal Bands of All Time – Iron Maiden ǂ Martin Popoff’s Album Lists: - 2024: 500 Greatest H'n'H Albums of All Time – The Number of the Beast #2, Piece of Mind #8, Powerlave #13, Killers #32, Seventh Son of a Seventh Son #56, Iron Maiden #63, Somewhere in Time #70, Live After Death # 87, Brave New World #99, Iron Maiden ǂ ★ Matwatches France: - 2020: Ambasador – Bruce Dickinson (Iron Maiden) ǂ ★ Metal Awards: - 2024: Best Metal Band of a Year – Iron Maiden #3 ǂ ★ METAL HALL of FAME: - 2021: ex-Iron Maiden Members Inducted – Paul Di’Anno, Blaze Bayley, Derek Riggs, Iron Maiden Family ǂ ★ Metal Edge Magazine (Readers' Choice Awards): - 2001: Album Cover Of The Year – Brave New World, Iron Maiden ★ - 2001: Tour Of The Year – Brave New World Tour - 2001: Comeback Of The Year – Iron Maiden ★ - 2004: DVD Of The Year – The Early Days, Iron Maiden ★ Metal Hammer Golden Gods Awards, Golden Hammers i inne: - 1987: Best Band National Award – Iron Maiden #1 ǂ ★ - 1987: Best Band International – Iron Maiden #2 ǂ ★ - 1987: Best Male Singer National Award – Bruce Dickinson (Iron Maiden) #1 ǂ ★ - 1987: Best International Male Singer Award – Bruce Dickinson (Iron Maiden)#2 ǂ ★ - 1987: Best Bassist National Award – Steve Harris (Iron Maiden) #1 ǂ ★ - 1987: Best Bassist International Award – Steve Harris (Iron Maiden) #1 ǂ ★ - 1987: Best Drummer Award – Nicko McBrain (Iron Maiden) #1 ǂ ★ - 1987: Best Guitarist – Adrian Smith #2, Dave Murray #3 (Iron Maiden) ǂ ★ - 1987: Best Guitar Solo – „Caught Somewhere in Time” #1, „Alexander the Great” #2, „Wasted Years” #3, Iron Maiden ǂ ★ - 1987: Best Album Track – „Caught Somewhere in Time” #1, „Alexander the Great” #2, „Heaven Can Wait” #3, „Stranger in a Strange Land” #4, „Wasted Years” #5, Iron Maiden ǂ ★ - 1987: Best Single Award – „Stranger in a Strange Land” #1, „Wasted Years” #3, Iron Maiden ǂ ★ - 1987: Best Album National Award – Somewhere in Time, Iron Maiden #1 ǂ ★ - 1987: Best Album International Award – Somewhere in Time, Iron Maiden #1 ǂ ★ - 1987: Best Cover Illustration Award – Somewhere in Time, Iron Maiden #1 ǂ ★ - 1987: Best Producer Award – Martin Birch (Iron Maiden) #1 ǂ ★ - 1987: Best Gig of 1986 Award – Somewhere on Tour, Hammersmith Odeon (Iron Maiden) #1 ǂ ★ - 1987: Best Event of 1986 Award – Somewhere on Tour (Iron Maiden) #1 ǂ ★ - 1987: Metal Icon Award – Eddie the Head (Iron Maiden) #1 ǂ ★ - 1987: Annual Poll Winners Special Award – Iron Maiden ǂ ★ - 1988: Best Heavy Metal Band Award – Iron Maiden #1 ǂ ★ - 1988: Best Metal Band Ever Award – Iron Maiden #1 ǂ ★ - 1988: Best Worldwide Band Award – Iron Maiden #2 ǂ ★ - 1988: Best UK Band Award – Iron Maiden #1 ǂ ★ - 1988: Best Guitarist Award – Dave Murray #2, Adrian Smith #10 (Iron Maiden) ǂ ★ - 1988: Best Bassist Award – Steve Harris, Iron Maiden #1 ǂ ★ - 1988: Best Drummer Award – Nicko McBrain, Iron Maiden #2 ǂ ★ - 1988: Best Live Band Award – Iron Maiden #1 ǂ ★ - 1988: Best Live Gig Award – Donington, Iron Maiden #1 ǂ ★ - 1988: Best Male Singer Award – Bruce Dickinson, Iron Maiden #1 ǂ ★ - 1988: Best Studio Album Award – Seventh Son of a Seventh Son, Iron Maiden #1 ǂ ★ - 1988: Best Live Album Ever Award – Live After Death, Iron Maiden #3 ǂ ★ - 1988: The Greatest Comeback Award – Iron Maiden #1 ǂ ★ - 1988: Best Merch Award – Iron Maiden #1 ǂ ★ - 1988: Best FC Award – Iron Maiden #1 ǂ ★ - 1988: Best Single Award – "The Clairvoyant" #2, "Can I Play With Madness" #3, "The Evil That Men Do" #5, Iron Maiden ǂ ★ - 1988: Best Album Sleeve Award – Seventh Son of a Seventh Son, Iron Maiden #1 - 1988: Best MH Cover Award – EDDIE #1, #2, Iron Maiden - 1988: The Biggest Disappointment Award – Seventh Son of a Seventh Son, Iron Maiden #2 - 1988: Annual Poll Winners Special Award – Iron Maiden ǂ ★ - 1989: Best Bassist – Steve Harris (Iron Maiden) ǂ ★ - 1991: Best UK Band – Iron Maiden ǂ ★ - 1991: The Sex Symbol – Eddie (Iron Maiden) ǂ ★ - 1991: Best Bassist – Steve Harris (Iron Maiden) ǂ ★ - 1991: Best Frontman – Bruce Dickinson (Iron Maiden) ǂ ★ - 1991: Best Single – Bring Your Daughter… to the Slaughter, Iron Maiden ǂ ★ - 1991: Best Video – First Ten Years Up the Irons, Holy Smoke, Iron Maiden ǂ ★ - 1991: Best Tour – No Prayer on the Road 1990, Iron Maiden ǂ ★ - 1991: Best Drummer – Nicko McBrain (Iron Maiden), Iron Maiden ǂ ★ - 1991: Paneuropean Winners as Greatest Metal Band Ever Award – Iron Maiden ǂ ★ - 1991: Paneuropean Winners as Heavy Metal Icon Award – Eddie ǂ ★ - 1991: Paneuropean Winners as Best Bassist Ever Award – Steve Harris (Iron Maiden) ǂ ★ - 1991: Paneuropean Winners as Best Frontman Ever Award – Bruce Dickinson (Iron Maiden) ǂ ★ - 1991: Annual Poll Winners Special Award – Iron Maiden ǂ ★ - 2003: Best UK Act Award – Iron Maiden ǂ ★ - 2003: Best Live Band Award – Iron Maiden ǂ ★ - 2004: Best UK Act Award – Iron Maiden ǂ ★ - 2008: Best UK Band Award – Iron Maiden ǂ ★ - 2008: Icon Award – Eddie ǂ ★ - 2009: Golden Gods Award – Iron Maiden ǂ ★ - 2009: Best UK Band Award – Iron Maiden ǂ ★ - 2010: Icon Award – Nicko McBrain (Iron Maiden) ǂ ★ - 2011: Best UK Band Award – Iron Maiden ǂ ★ - 2012: Best Event Award – Iron Maiden’s UK Tour ǂ ★ - 2014: Best UK Band Award– Iron Maiden ǂ ★ - 2015: Best Album of a Year Award – Iron Maiden The Book of Souls ǂ ★ - 2015: Readers’ Poll Best Album 2015 Award – Iron Maiden The Book of Souls ǂ ★ - 2016: Album of a Year Award – Iron Maiden The Book of Souls ǂ ★ - 2017: Best Game Award– Legacy of the Beast ǂ ★ - 2017: Best Metal Songs Ever – Hallowed Be Thy Name (Iron Maiden) #1 ǂ ★ - 2018: Best Bassist Ever Award – Steve Harris (Iron Maiden) ǂ ★ - 2019: 50 Best Iron Maiden Songs Ever – Hallowed Be Thy Name (Iron Maiden) #1 ǂ ★ - 2019: Top 50 Best Metal Albums of the 2010s – The Book of Souls (Iron Maiden) #9 - 2020: Top 50 Greatest Metal Bands Ever – Iron Maiden #2 ǂ - 2020: Top 50 Greatest Hard ‘n’ Heavy Debuts Ever – Iron Maiden, Iron Maiden #4 ǂ - 2021: The Greatest Iron Maiden Album Ever – Powerslave, Iron Maiden #1 ǂ - 2021: The Top 20 Best Metal Albums of 1992 – Fear of the Dark, Iron Maiden #10 ǂ - 2021: The Top 20 Best Albums of the Year – Senjutsu, Iron Maiden #3 ǂ Metal Hammer Germany Awards i inne: - 1984: Best Live Band Hammer Award – Iron Maiden #1 ǂ ★ - 1984: Best Live Performance Hammer Award – Rock & Pop 1983, Iron Maiden #1 ǂ ★ - 1984: Best Bassist Hammer Award – Steve Harris, Iron Maiden #1 ǂ ★ - 1984: Best Album Ever Hammer Award – The Number of the Beast, Iron Maiden #1 ǂ ★ - 1985: Best Live Band Hammer Award – Iron Maiden #1 ǂ ★ - 1985: Best Album Ever Hammer Award – The Number of the Beast, Iron Maiden #1 ǂ ★ - 1985: Best Bassist Hammer Award– Steve Harris, Iron Maiden #1 ǂ ★ - 1986: Best Drummer Hammer Award– Nicko McBrain, Iron Maiden #1 ǂ ★ - 1986: Best Vocal Hammer Award – Bruce Dickinson, Iron Maiden #1 ǂ ★ - 1986: Best Live Band Hammer Award – Iron Maiden #1 ǂ ★ - 1986: Best Metal Band Hammer Award – Iron Maiden #1 ǂ ★ - 1986: Best Bassist Hammer Award– Steve Harris, Iron Maiden #1 ǂ ★ - 1987: Best Bassist Hammer Award– Steve Harris, Iron Maiden #1 ǂ ★ - 1987: Best Album Cover Hammer Award – Somewhere in Time, Iron Maiden #1 ǂ ★ - 1988: Best Live Band Hammer Award – Iron Maiden #1 ǂ ★ - 1988: Best Event Hammer Award – Monsters of Rock'88, Iron Maiden #1 ǂ ★ - 1988: Best Bassist Hammer Award– Steve Harris, Iron Maiden #1 ǂ ★ - 1990: Best Live Band Hammer Award – Iron Maiden #1 ǂ ★ - 1990: Best Bassist Hammer Award – Steve Harris, Iron Maiden #1 ǂ ★ - 2008: Living Legend Award – Iron Maiden ǂ - 2009: Best International Band Award – Iron Maiden ǂ ★ - 2010: Best Live Band Award – Iron Maiden ǂ ★ - 2017: Best Band All Times – Iron Maiden #1 ǂ ★ - 2017: Best Live Band – Iron Maiden #1 ★ - 2017: Best Songs All Times – The Number of the Beast #2, Fear of the Dark #5 (Iron Maiden) - 2017: Best Album All Times – The Number of the Beast Iron Maiden #1 - 2017: Best Musician All Times – Steve Harris (Iron Maiden) #1 ǂ ★ - 2018: Best Band All Times – Iron Maiden #1 ǂ ★ - 2018: Best Live Band – Iron Maiden #1 ★ - 2018: Best Songs All Times – The Number of the Beast #1, Fear of the Dark #4 (Iron Maiden) ǂ - 2018: Best Album All Times – The Number of the Beast Iron Maiden #2 - 2018: Best Musician All Times – Steve Harris (Iron Maiden) #2 - 2019: Best Band All Times – Iron Maiden #1 ǂ ★ - 2019: Best Live Band – Iron Maiden #1 ǂ ★ - 2019: Best Songs All Times – The Number of the Beast #3, Fear of the Dark #5, Hallowed Be Thy Name #7 (Iron Maiden) - 2019: Best Album All Times – The Number of the Beast #2, Powerslave #10 (Iron Maiden) - 2019: Best Musician All Times – Bruce Dickinson (Iron Maiden) #2 - 2019: Besten Konzertfilme Aller Zeiten – Live After Death, Flight 666 (Iron Maiden) - 2020: Most Important Metal Albums 1980 – Iron Maiden, Iron Maiden ex aequo British Steel, Judas Priest - 2020: Best Metal Docummentary Movie – Flight 666, Iron Maiden #1 ǂ - 2020: Top 5 Best Metal Bands of All Times – Iron Maiden #1 ǂ ★ - 2020: Top 25 Hard & Heavy Live Albums of All Times – Live After Death, Iron Maiden #1 ǂ ★ - 2020: Top 15 Best Hard & Heavy Albums of 1990 – No Prayer for the Dying, Iron Maiden #3 ǂ - 2021: The Most Grounbreaking Metal Albums Ever – Iron Maiden, Iron Maiden #4 ǂ - 2021: Top 10 Heavy Metal Albums of the Year – Senjutsu, Iron Maiden #2 ǂ - 2022: All Time Band – Iron Maiden #1 ǂ ★ - 2022: Album of All Time – The Number of the Beast (#4), Somewhere in Time (#6), Iron Maiden ǂ - 2022: Songs of All Time – „Fear of the Dark” (#2), „Hallowed Be Thy Name” (#4), Iron Maiden ǂ - 2022: Best Band of 2021 – Iron Maiden #2 ǂ - 2022: Best Album of 2021 – Senjutsu, Iron Maiden #2 ǂ - 2022: Disappointing Band of 2021 – Iron Maiden #3 ǂ - 2023: All Time Band – Iron Maiden #1 ǂ ★ - 2023: Best Band of 2022 – Iron Maiden #1 ǂ ★ - 2023: Best Live Band of 2022 –Iron Maiden #1 ǂ ★ - 2023: Album of All Time – The Number of the Beast (#2), Somewhere in Time (#5), Powerslave (#8), Iron Maiden ǂ - 2023: Songs of All Time – „Fear of the Dark” (#2), „Hallowed Be Thy Name” (#4), Iron Maiden ǂ - 2024: All Time Band – Iron Maiden #1 ǂ ★ - 2024: Best Band of 2023 – Iron Maiden #2 ǂ ★ - 2024: Best Live Band of 2023 – Iron Maiden #1 ǂ ★ - 2024: Best Musicians of 2023 – Bruce Dickinson (#3), Steve Harris (#8) Iron Maiden ǂ ★ - 2024: Best Articles of 2023 – Metal Year 1983 (#1), Iron Maiden Tour (#3) Iron Maiden ǂ ★ - 2024: Album of All Time – The Number of the Beast (#1), Somewhere in Time (#5), Powerslave (#6), Iron Maiden ǂ - 2024: Songs of All Time – „Fear of the Dark” (#2), „Hallowed Be Thy Name” (#3), Iron Maiden ǂ - 2024: Top 500 Best Albums of All Time – Iron Maiden, Killers, The Number of the Beast (Top 3), Powerslave (Top 20), Live After Death, Somewhere in Time (Top 50), Seventh Son of a Seventh Son, Fear of the Dark, Brave New World, A Matter of Life and Death (rekordowe 11 albumów na liście), Iron Maiden ǂ ★ - 2024: 40 Years Cover Stories – Iron Maiden #2 (30 okładek) Metal Hammer Greece: - 2009: Best Voice Of Rock All Time – Bruce Dickinson - 2009: Top 10 Greatest Metal Albums of All Time – The Number of the Beast (#2), Seventh Son of a Seventh Son (#10), Powerslave (#12), Piece of Mind (#28), Somewhere in Time (#29), Iron Maiden (#31), Fear of the Dark (#57), Bruce Dickinson – Accident of Birth (#63), Iron Maiden - 2019: Top 50 Classic Metal Albums Ever – The Number of the Beast, Iron Maiden #1 ★ - 2021: Podsumowanie Roku – Zespół Roku: Iron Maiden #1, Zespół Koncertowy: Iron Maiden #1, Wokalista: Bruce Dickinson #1, Instrumentalista: Steve Harris #1, Przebój Roku: „The Writing on the Wall” (Iron Maiden) #1, Album Roku: Senjutsu, Iron Maiden #1, Oczekiwania 2022: Koncert Iron Maiden w Atenach #1 - 2025: Top 100 Greatest Metal Bands of All Time – Iron Maiden #2 ★ Metal Muscle HoF: - 1988: Heavy Metal Hall of Fame – Iron Maiden (Inducted) ǂ ★ Metal Packaging Manufacturers Association UK: - 2004: MPMA Best in Metal Award – Eddie’s Archive Casket (Iron Maiden) ǂ ★ Metal Storm Awards i inne: - 2005: The Best Drama Award – EggFest Sharon Osbourne vs. Iron Maiden ǂ ★ - 2006: The Best Heavy Metal Album Award – A Matter of Life and Death, Iron Maiden ǂ ★ - 2009: The Best DVD Award – Flight 666, Iron Maiden ǂ ★ - 2010: The Best DVD of Decade Award – Flight 666, Iron Maiden ǂ ★ - 2010: The Best Video Award – „The Final Frontier”, Iron Maiden ǂ ★ - 2019: Top 100 Greatest Metal Albums Ever – Iron Maiden: 7 albumów - 2021: Top 100 Greatest Metal Albums Ever – The Number of the Beast (#3), Powerslave (#7), Seventh Son of a Seventh Son (#9), Piece of Mind (#13), Somewhere in Time (#18), Brave New World (#27), Iron Maiden (#29), Killers (#38), Fear of the Dark (#40), A Matter of Life and Death (#46), Dance of Death (#52), No Prayer for the Dying (#72), The X Factor (#100), Iron Maiden (13 tytułów w zestawieniu) - 2021: Top 100 Greatest Metal Bands Ever – Iron Maiden #1 ★ - 2021: Top 100 Greatest Live DVD Ever – Live After Death, Iron Maiden #1 ★ - 2021: The Biggest Letdown Award – Senjutsu, Iron Maiden ǂ ★ - 2021: Heavy / Melodic Metal Album Award – Senjutsu, Iron Maiden ǂ ★ - 2021: The Best Video Award – „The Writing On The Wall”, Iron Maiden ǂ ★ - 2023: Top 100 Greatest Live Albums Ever – Live After Death, Maiden England ’88, Rock in Rio, Flight 666, Maiden England, Iron Maiden (#3, #18, #20, #50, #88) - 2023: Best Albums of 1980 – Iron Maiden, Iron Maiden #7 - 2023: Best Albums of 1981 – Killers, Iron Maiden #8 - 2023: Best Albums of 1982 – The Number of the Beast, Iron Maiden #1 - 2023: Best Albums of 1983 – Piece of Mind, Iron Maiden #2 - 2023: Best Albums of 1984 – Powerslave, Iron Maiden #2 - 2023: Best Albums of 1986 – Somewhere in Time, Iron Maiden #4 - 2023: Best Albums of 1988 – Seventh Son of a Seventh Son, Iron Maiden #1 - 2023: Best Albums of 2000 – Brave New World, Iron Maiden #7 - 2023: Top 100 DVDs – Live After Death, Flight 666, Early Days, Rock in Rio, Visions of the Beast, En Vivo!, Iron Maiden (#3, #20, #27, #41, #90, #97) - 2023: Most Popular Albums of All Time – The Number of the Beast, Powerslave, Seventh Son of a Seventh Son, Piece of Mind, Somewhere in Time, Brave New World, Iron Maiden, Killers, Fear of the Dark, A Matter of Life and Death, Dance of Death, No Prayer for the Dying, Iron Maiden (#3, #7, #9, #13, #18, #26, #28, #37, #40, #48, #54, #70) - 2023: Metal Bands of All Time – Iron Maiden #1 ★ - 2023: UK Metal Bands of All Time – Iron Maiden #1 ★ - 2023: Heavy Metal Bands of All Time – Iron Maiden #1 ★ MIKE DOLBEAR DRUM CENTER: - 2005 British Drum Icons – Nicko McBrain (inducted) ǂ ★ - 2008 Best Metal Drummer Award – Nicko McBrain (Winner) ǂ ★ MIXDOWN: - 2022: The Greatest Fender Precision Bass Players of All Time – Steve Harris, Iron Maiden #1 ǂ ★ - 2023: The Greatest Live Albums of the '80s – Live After Death, Iron Maiden ǂ Modern Drummer Awards: - 2020: MD Hall of Fame Induction – Nicko McBrain, Iron Maiden ǂ ★ Monsters of Rock Festival Recognition Award: - 1989: 107.000 Tickets Sold, The Record Crowd of the Festival Ever – Iron Maiden, Donington Park, England, 20 August 1988 ǂ ★ Move Concerts Columbia: - 2008: Event Of The Year – Iron Maiden ǂ ★ - 2023: Fastest Selling Out Show of All Times – El Campin Stadium, Iron Maiden (20 minutes) ǂ ★ MTV: - 1981: First Ever Metal Clip Aired – „Iron Maiden”, Iron Maiden (August, 1981) ★ - 2004: Top 20 Najważniejszych Grup Metalowych w Historii – Iron Maiden #4 ǂ ★ Munich Olympic Walk of Stars: - 2023: World Artists – Iron Maiden (Induction 2023-08-01) Music Inc. Awards: - 2015: Product Excellence Award – Sonor Vintage Drums, Nicko McBrain (Iron Maiden) ǂ ★ Music Industry India Award: - 2007: Rock Album of a Year – A Matter of Life and Death, Iron Maiden ǂ ★ Music Life Awards: - 1980: Best Internationl Newcomer – Iron Maiden ǂ ★ - 1980: Best Band in the World – Iron Maiden (Top 10) ǂ Nagroda Kongresu Argentyńskiego: - 2019: Relief Salon De Los Pasos Perdidos – Nagroda państwowa dla muzyków Iron Maiden za wkład w rozwój kultury i muzyki kraju. Po raz pierwszy przyznana artyście zagranicznemu ǂ ★ Nancy Wall of Fame Mural: - 2024: Powerslave Album Tribute Mural – Iron Maiden ǂ ★ NASA: - 2018: Mars Opportunity Rover Playlist – „The Trooper”, Iron Maiden ǂ ★ Nashville Film Festival: - 2021: Selection Award – Night of the Beast (Para-docummentary about Iron Maiden show) ǂ ★ NME: - 1985: The Greatest Metal Band Ever – Iron Maiden #1 ǂ ★ - 2009: Top 100 Greatest Metal Albums Ever – Piece of Mind (#10), The Number of the Beast (#29), Powerslave (#31), Iron Maiden ǂ - 2011: Top 10 Best Heavy Metal Frontmen Ever – Bruce Dickinson (#3), Iron Maiden ǂ - 2018: Top 20 Best 80s Metal Albums Ever – The Number of the Beast (#5), Iron Maiden ǂ - 2018: Top 50 Most Explosive Choruses Ever – „Run to the Hills”, Iron Maiden #12 ǂ Nordoff-Robbins: - 2004: Special Achievement Award – Iron Maiden ǂ ★ - 2015: O2 Silver Clef Award For Outstanding Contribution To UK Music – Iron Maiden ǂ ★ Nottingham City Wall of Art: - 2024: Honoured Artist – Bruce Dickinson, Iron Maiden ǂ ★ NZ WARNER MUSIC AWARD: - 2016: Commemorative Plaque of 1 mln Album Sales – Iron Maiden ǂ ★ Offiziellen Hitparaden Award (skrót #1 Award od 2016): - 2016: #1 Award in Austria, Germany and Swiss – The Book of Souls, Iron Maiden ǂ ★ - 2021: #1 Award in Austria, Germany and Swiss – Senjutsu, Iron Maiden ǂ ★ Old Rhinebeck Aerodrome Museum: - 2024: Signed Memorabilia Exposition – Bruce Dickinson (Iron Maiden) ǂ ★ Ongoku Magazine: - 1980: The Best Newcomer – Iron Maiden ǂ ★ Online Music Awards: - 2001: Best Artist Website – Iron Maiden ǂ ★ OSMAR AWARDS: - 1996: Touring Artist Accolade – Iron Maiden ǂ ★ Paiste: - 2015: Hall of Fame Induction – Nicko McBrain (Iron Maiden) ǂ ★ Pantalla Latina Filmfestival: - 2021: Selection Award – Night of the Beast (Para-docummentary about Iron Maiden show) ǂ ★ Parnelli Awards: - 2024: FoH Mixer of the Year – Ken "Pooch" Van Druten, Iron Maiden ǂ ★ Player Magazine: - 1981: Best Band Award – Iron Maiden ǂ ★ - 1981: Best Album Award – Iron Maiden #5 ǂ Planet Rock Awards (THE ROCKS) i inne: - 2016: Best British Album – Iron Maiden, The Book of Souls ǂ ★ - 2016: Best British Single – Iron Maiden, Speed of Light ǂ ★ - 2017: Best British Band – Iron Maiden ǂ ★ - 2018: Band Of A Year – Iron Maiden ǂ ★ - 2019: Best LIVE Band – Iron Maiden ǂ ★ - 2019: Best British Band – Iron Maiden ǂ ★ - 2020: Top 100 Greatest Live Albums Ever – Live After Death, Iron Maiden Top 20 ǂ ★ - 2021: The Greatest Live Band of All Time – Iron Maiden ǂ ★ - 2021: The Euros of Rock Champion – Iron Maiden ǂ ★ - 2022: Best British Band – Iron Maiden ǂ ★ - 2022: Greatest Metal Band of All Time – Iron Maiden ǂ ★ - 2022: Greatest Rock Songs of All Time – „Fear of the Dark” # 51, „Run to the Hills” #47, „The Number of the Beast” #30, „The Trooper” #22, „Hallowed Be Thy Name” #12, Iron Maiden ǂ - 2022: The Rock World Championship – Iron Maiden #3 ǂ - 2023: Greatest Rock Albums of All Time – The Number of the Beast # 15, Seventh Son of a Seventh Son #37, Iron Maiden ǂ - 2023: Best British Band – Iron Maiden ǂ ★ - 2023: Best Album Artwork Ever – Somewhere in Time, Iron Maiden #3 ǂ - 2024: The Greatest Singers of All Time – Bruce Dickinson, Iron Maiden #5 ǂ - 2024: The Greatest Rock Riffs of All Time – "The Trooper", Iron Maiden #10 ǂ - 2025: The Greatest Monsters of Rock/Download Headliners of All Time – Iron Maiden #1 ǂ Pollstar Awards (Nominacje): - 2009: Best Rock Tour – Somewhere Back in Time World Tour, Iron Maiden ǂ ★ - 2014: Best Rock Tour – Maiden England World Tour, Iron Maiden ǂ ★ - 2019: Best Alternative Artist – Iron Maiden ǂ ★ - 2020: Best Rock Tour – Legacy of the Beast Tour, Iron Maiden ǂ ★ - 2023: The Per Cap Award – Iron Maiden ǂ ★ Premios Odeon Awards – Nominacje: - 2022: International Album of the Year – Senjutsu, Iron Maiden ǂ ★ Priest Named After Band: - 2002: Marco Motolo – Official Nickname „Father Iron Maiden” ǂ★ Public Choice (MJI US): - 1985: Number One Rock Band – Iron Maiden(USA, Anglia, Francja, Niemcy, Hiszpania, Holandia, Szwecja, Finlandia, Nowa Zelandia) ǂ ★ QMUL Engagement and Enterprise Awards: - 2017: Dr Hamit Soyel – Nagroda im. Bruce’a Dickinsona dla akademickiego przedsiębiorcy roku ǂ ★ R'N R HALL of FAME: - 2017: Heavy Metal Permanent Exhibition – Bruce Dickinson’s electrick jacket „Somewhere in Time Tour 1986/97”, Iron Maiden ★ - 2019: Official Nomination from People’s Choice – Iron Maiden ǂ ★ - 2021: Official Nomination From RNRHOF – Iron Maiden ǂ ★ - 2021: Official Nomination from People’s Choice – Iron Maiden ǂ ★ - 2023: Official Nomination From RNRHOF – Iron Maiden ǂ ★ - 2024: Official Nomination from People’s Choice – Iron Maiden ǂ ★ RAW Magazine Public Polls: - 1988: Best Band in the World – Iron Maiden (Winner) ǂ ★ - 1988: Best Band of All Time – Iron Maiden (Winner) ǂ ★ - 1988: Best Bassist – Steve Harris, Iron Maiden (Winner) ǂ ★ - 1988: Best Stage Prop – Iron Maiden (Winner) ǂ ★ - 1988: Best Frontman – Bruce Dickinson, Iron Maiden (Winner) ǂ ★ - 1988: Nicest Musicians – Dave Murray, Iron Maiden (Winner) ǂ ★ - 1988: Greatest Albums of All Time – The Number of the Beast, Iron Maiden (Winner and 6 albums in Top 100) ǂ ★ - 1988: Best Album Covers Ever – Live After Death, Iron Maiden (Winner and 5 in the poll) ǂ ★ - 1988: Best Frontman – Bruce Dickinson, Iron Maiden (Winner) ǂ ★ - 1988: Best Live Band – Iron Maiden (Winner) ǂ ★ - 1988: Best Live Event – Iron Maiden at Donington's Monsters of Rock Festival (Winner) ǂ ★ - 1988: Best Live Album of All Time – Live After Death, Iron Maiden #2 - 1988: Best Album – Seventh Son of a Seventh Son, Iron Maiden #2 Represent Clo Series: - 2025: Luxury Fashion Brand Collab – Clothing Series, Iron Maiden ǂ ★ Republic of Slovenia: - 2014: Commemorative Border Post Writings – Iron Maiden Crossed the Iron Curtain for the very first time in 1981 ǂ ★ REVOLVER MAG: - 2006: Best Live Album Ever – Live After Death, Iron Maiden ǂ ★ - 2019: Top 5 Bassists Ever – Steve Harris (Iron Maiden) #3 ǂ ★ - 2019: Greatest Bands of '80s – Iron Maiden #2 ǂ ★ - 2020: Greatest Metal Vocalists of All Time – Bruce Dickinson (Iron Maiden) #3 ǂ ★ - 2020: Top 5 Greatest Metal Debut Albums Ever (By Jon Schaffer) – Iron Maiden, Iron Maiden #5 - 2021: Top 10 Greatest Heavy Metal Instrumentals Ever (By Mike Portnoy) – „Losfer Words”, Iron Maiden #4 - 2021: 25 Best Albums of 2021 – Senjutsu, Iron Maiden #7 - 2022: 15 Greatest Album Closing Songs – „Hallowed Be Thy Name”, Iron Maiden #8 - 2022: 10 Greatest 3-Album Runs in Heavy Metal History – The Number of the Beast, Piece of Mind, Powerslave, Iron Maiden ǂ - 2023: 11 Greatest Instrumental Songs – „Genghis Khan”, Iron Maiden ǂ - 2023: Top 10 Greatest Metal Songs Over 10 Minutes Long – „Rime of the Ancient Mariner”, Iron Maiden (#2) ǂ - 2024: Top 5 Greatest Heavy Metal Mascots of All Time – EDDIE The HEAD, Iron Maiden (#1) ǂ - 2024: Top 5 Greatest Heavy Metal's 3 Albums Run of All Time – The Number of the Beast, Piece of Mind, Powerslave, Iron Maiden ǂ - 2024: Top 5 Greatest Comeback Albums of All Time – Brave New World, Iron Maiden ǂ - 2024: Top 5 Greatest Iron Maiden's Live Songs – "Fear of the Dark", Iron Maiden #1 ǂ Rhode Island International Film Festival: - 2017: Official Docummentary Award – Scream For Me, Sarajevo, Bruce Dickinson (Iron Maiden) ǂ ★ Rhythm Magazine: - 2014: 101 Greatest Drum intros Ever – „Where Eagles Dare”, Nicko McBrain (Iron Maiden) #10 ǂ - 2018: Best Metal Drummer In The World – Nicko McBrain (Iron Maiden) #1 ǂ ★ - 2021: Rhythm Hall of Fame – Nicko McBrain (Iron Maiden) Inducted ǂ ★ Roadie Crew: - 2021: Best Album – Nights Of The Deads, Legacy Of The Best: Live in Mexico City (#6), Iron Maiden - 2021: Best Band – Iron Maiden (#2) ★ - 2021: Best Guitarist – Adrian Smith (#1), Dave Murray (#3), Janick Gers (#17), Iron Maiden ★ - 2021: Best Bassist – Steve Harris (#1), Iron Maiden ★ - 2021: Best Drummer – Nicko McBrain (#2), Iron Maiden ★ - 2022: Best Album – Senjutsu (#1), Iron Maiden ★ - 2022: Best Vocalist – Bruce Dickinson, Iron Maiden (#1) ★ - 2022: Best Band – Iron Maiden (#1) ★ - 2022: Best Guitarist – Adrian Smith (#1), Dave Murray (#4), Janick Gers (#15), Iron Maiden ★ - 2022: Best Bassist – Steve Harris (#1), Iron Maiden ★ - 2022: Best Drummer – Nicko McBrain (#1), Iron Maiden ★ Roadrunner: - 2009: The Greatest H’n H Frontman Ever – Bruce Dickinson (Iron Maiden) #2 ǂ ★ Robinsons Brewery Award: - 2015: Golden Disc in Recognize of 10 MLN Sales – Bruce Dickinson & Iron Maiden ǂ ★ - 2021: Recognize of 30 MLN Sales – Bruce Dickinson & Iron Maiden ǂ ★ Rock Aid Armenia: - 1990: First Charity Gold Record Award & Pledge – Bruce Dickinson, Nicko McBrain, Steve Harris (Iron Maiden) ǂ ★ Rock Brigade Award i inne: - 2001: Band All Times – Iron Maiden ǂ ★ - 2001: Best Bassist – Steve Harris ǂ ★ - 2001: Best Drummer – Nicko McBrain ǂ ★ - 2001: Best Guitarist – Adrian Smith/Dave Murray ǂ ★ - 2001: Best Frontman – Bruce Dickinson ǂ ★ - 2001: Best Album – Brave New World, Iron Maiden ǂ ★ - 2001: Best Live Performer – Iron Maiden ǂ ★ - 2004: Readers’ Poll Award – Iron Maiden ǂ ★ - 2004: Best Band All Times – Iron Maiden ǂ ★ - 2005: Best Band All Times – Iron Maiden ǂ ★ - 2005: Best Live Band – Iron Maiden ǂ ★ - 2006: Best Band All Times – Iron Maiden ǂ ★ - 2006: Best Album – A Matter of Life and Death, Iron Maiden ǂ ★ - 2006: Best Bassist – Steve Harris ǂ ★ - 2008: Best Band All Times – Iron Maiden ǂ ★ - 2008: Best Band Live – Iron Maiden ǂ ★ - 2008: Band Of The Year – Iron Maiden ǂ ★ - 2009: Best Band Ever – Iron Maiden ǂ ★ - 2009: Best Live Band – Iron Maiden ǂ ★ - 2009: Best Frontman – Bruce Dickinson ǂ ★ - 2010: Band Of The Year – Iron Maiden ǂ ★ - 2010: Best Band Ever – Iron Maiden ǂ ★ - 2010: Best Live Band – Iron Maiden ǂ ★ - 2010: Best Frontman – Bruce Dickinson ǂ ★ Rock Bizz: - 2021: 12 Best Metal Albums of 2021 – Senjutsu, Iron Maiden #1 ǂ ★ - 2022: Top 10 Best Rock/Metal Guitarists Ever – Adrian Smith, Iron Maiden #7 ǂ - 2023: Top 5 Rock/Metal Bands Where Vocalist Isn’t the Main Lyrics Author – Steve Harris, Iron Maiden #3 ǂ - 2023: 8 Artists Who Sold Out Stadiums Around the Globe –Iron Maiden #3 ǂ ★ - 2023: Top 10 Iconic Drum Intros – „Where Eagles Dare”, Iron Maiden #1 ǂ ★ - 2023: Top 10 Greatest Opening Songs Ever – „The Wicker Man”, Iron Maiden #2 ǂ - 2023: Top 5 Worst Metal Moments in the ‘90s – Bruce Dickinson left Iron Maiden #1 - 2024: The Best Iron Maiden Song of All Time – "Aces High", Iron Maiden #1 Rockbjörnen: - 2009: Best Live Act – Iron Maiden ǂ ★ - 2011: Best Hard Rock Live Act – Iron Maiden ǂ ★ - 2014: Best International Act – Iron Maiden ǂ ★ Rock & Pop: - 1981: The Brightest Hope – Iron Maiden ǂ Rock Hard Germany: - 2019: Best Band Ever – Iron Maiden ★ - 2019: Best Live Band – Iron Maiden ★ - 2019: Best Musicians – Bruce Dickinson #2, Steve Harris #3 (Iron Maiden) - 2020: Best Live Band – Iron Maiden ★ - 2020: Best Musicians – Steve Harris #1, Bruce Dickinson #2 (Iron Maiden) ★ - 2020: Best Band Ever – Iron Maiden ★ - 2021: The Most Influential Albums in Metal History – Killers, Iron Maiden (Brian Slagel’s Choice) - 2022: Album of the Year – Senjutsu, Iron Maiden #1 ★ - 2022: Best Musician – Bruce Dickinson (#2), Steve Harris (#6), Iron Maiden - 2022: Band of the Year – Iron Maiden #1 ★ - 2022: Best Live Band – Iron Maiden #1 ★ - 2022: All Time Band – Iron Maiden #1 ★ - 2023: Best Live Band – Iron Maiden #1 ★ - 2023: Band of the Year – Iron Maiden #1 ★ - 2023: Worst Band of the Year – Iron Maiden #2 - 2023: All Time Band – Iron Maiden #1 ★ - 2024: Best Live Band – Iron Maiden #1 ★ - 2024: Band of the Year – Iron Maiden #1 ★ - 2024: All Time Band – Iron Maiden #1 ★ - 2024: Best Musician – Bruce Dickinson (#3), Steve Harris (#8) Iron Maiden ★ Rock Hard Spain Award i inne: - 2000: Best Band – Iron Maiden ǂ ★ - 2000: Best Live Band – Iron Maiden at the Bercy 1999 ǂ ★ - 2001: Poll Winner – Iron Maiden ǂ ★ - 2002: Best Band Of The Year – Iron Maiden ǂ ★ - 2002: Best Bassist Ever – Steve Harris ǂ ★ - 2003: Band All Times – Iron Maiden ǂ ★ - 2004: Best Band – Iron Maiden ǂ ★ - 2004: Best Band Ever – Iron Maiden ǂ ★ - 2005: Best Vocalist – Bruce Dickinson ǂ ★ - 2005: Best Live Band – Iron Maiden ǂ ★ - 2007: Poll Winner – Iron Maiden ǂ ★ - 2008: Best Live Band – Iron Maiden ǂ ★ - 2009: Best Band Ever – Iron Maiden ǂ ★ - 2009: Best Vocalist – Bruce Dickinson ǂ ★ Rock In Rio Wall Of Fame: - 2017: Iron Maiden (inductees) ǂ ★ Rock Legends Wax Museum: - 2011: RLWM Induction – Eddie, Iron Maiden. ǂ ★ Rock Zone: - 2020: Hall of Fame – Iron Maiden (Inducted) ǂ ★ - 2020: Best Live Records Ever – Live After Death Iron Maiden ǂ ★ Royal Air Force (RAF UK): - 2020: Honorowy Pułkownik RAF – Bruce Dickinson (Iron Maiden) ǂ ★ Royal Mail Honours: - 2023: Znaczki i karty pocztowe dedykowane największym legendom rocka – Iron Maiden ǂ ★ Royal Mint Honours: - 2025: Music Legends Coin Series By Official British Royal Mint – Iron Maiden ǂ ★ SafeHome Award: - 2025: SafeHome Celebrity Award – Nicko McBrain (Iron Maiden) ǂ ★ Santiago MA Walk - 2019: Walk of Stars – Iron Maiden (inducted) ǂ ★ São Paulo International Airport: - 2009: Honorary Capitan Title – Bruce Dickinson, Iron Maiden ǂ ★ Save Rock & Metal: - 2025: Public Poll: The Greatest Metal Band of All Time – Iron Maiden (Poll Winner) ǂ ★ Schlingel – Internationales Filmfestival: - 2021: Audience Award – Night of the Beast (Para-docummentary about Iron Maiden show) ǂ SEEYOUSOUND Music Festival Awards: - 2022: Best Music Para – Documentary Award – „Night of the Beast”, Iron Maiden ǂ ★ Sklizen Award: - 2016: Best Album of 2015 – The Book of Souls, Iron Maiden #1 ǂ ★ - 2022: Best Album of 2021 – Senjutsu, Iron Maiden #1 ǂ ★ Slagwerkkrant Poll Award: - 2021: Best Drummer in the World Award – Nicko McBrain (Iron Maiden) ǂ ★ Soccer Six Music Cup: - 2004: Golden Cup Winner – Iron Maiden Honoured ǂ ★ - 2005: Golden Cup Winner – Iron Maiden Honoured ǂ ★ Spanish Music Awards: - 1984: Best Rock Album – Piece of Mind, Iron Maiden #1 ǂ ★ St. Louis International Film Festival: - 2021: Selection Award – Night of the Beast (Para-docummentary about Iron Maiden show) ǂ ★ STEEMIT: - 2018: The Biggest Heavy Metal Band in History – Iron Maiden #1 ★ Super Sledge Award: - 2002: The Best Music DVD – Iron Maiden: Flight 666 ǂ ★ - 2003: The Best Music DVD – Rock In Rio, Iron Maiden ǂ ★ - 2005: The Best Music DVD – HOIM Part 1: The Early Days, Iron Maiden ǂ ★ Sweden Rock Award i inne: - 2005: Best Live Artist – Iron Maiden ★ - 2005: Best Band Ever – Iron Maiden ǂ ★ - 2007: Best Live Artist – Iron Maiden ǂ ★ - 2007: Best Album – A Matter of Life and Death, Iron Maiden ǂ ★ - 2009: Best Live Band – Iron Maiden ǂ ★ - 2009: Best Band Ever – Iron Maiden ǂ ★ SXSW Film Festival: - 2009: 24 Beats Per Second Award – Iron Maiden: Flight 666 ǂ ★ Tacoma Dome 5 Timers Club: - 2024: Artist Who Played Five Times Sold Out Headlining Shows – Iron Maiden (inducted) ǂ ★ TAM Museu: - 2011: Official Title Comandante Do Metal Bruce Dickinson (Iron Maiden) ǂ ★ Teraz Rock/Tylko Rock Pantheon: - 1999: Pantheon Rocka – Iron Maiden (Włączeni) ǂ ★ Terrorizer: - 2008: The Best Bassist Ever – Steve Harris, Iron Maiden #1 ǂ ★ The Heavy Music Awards: - 2022: H Award Recipient – HM TruAnts (incl. IM’s Management) ǂ ★ The Horse Hospital Gallery: - 2023: The Wicker Man Themed Avantgarde Exhibition – Iron Maiden’s „Wicker Man” Included ǂ ★ The Metal Voice Awards: - 2022: The Greatest Metal Album of 2021 – Senjutsu, Iron Maiden (Winner) ǂ ★ The Massed Bands of His Majesty’s Royal Marines Annual Event: - 2024: 52nd Mountbatten Festival of Music (MFM) Honorary Guest Plaque – Nicko McBrain, (Iron Maiden) ǂ ★ The Rolling Stone Brasil: - 2020: Top 10 the Worst Metal Albums Ever – No Prayer for the Dying, Iron Maiden ǂ - 2020: Top Best Vinyl Gift For Rock Fans – Seventh Son of a Seventh Son, Iron Maiden #2 ǂ - 2023: 10 Classic Metal & Hard Rock Albums You Must Have – Powerslave, Iron Maiden #1 ǂ - 2023: 10 Albums Which Defined the '90s – Fear of the Dark, Iron Maiden #6 ǂ ★ The Rolling Stone France: - 2021: Top 10 Best Metal Albums of 2021 – Senjutsu, Iron Maiden #1 ǂ ★ The Rolling Stone Germany: - 2018: 100 Greatest Hard Rock & Metal Albums of All Time – The Number of the Beast #5, Iron Maiden (6 albumów w zestawieniu) ǂ ★ The Rolling Stone Italia: - 2020: Top 10 the Most Popular Albums of 1980 – Iron Maiden, Iron Maiden #4 ǂ - 2020: Top 10 the Best Metal EPs Ever – Maiden Japan, Iron Maiden #1 ǂ ★ - 2020: The Most Important Debut Albums H’n’H – Iron Maiden, Iron Maiden #3 ǂ ★ - 2021: Top 20 Greatest Albums of 1981 – Iron Maiden, Killers #2 ǂ ★ - 2021: Top 20 Greatest Albums of 1982 – Iron Maiden, The Number of the Beast #4 ǂ ★ The Rolling Stone India: - 2022: Top 100 Best Songs of 1982 – „Hallowed be thy Name”, Iron Maiden #24 ǂ The Rolling Stone USA: - 2009: 100 Greatest Metal Songs of All Time – „Hallowed Be Thy Name”, Iron Maiden #7 ǂ - 2015: 100 Greatest Metal Songs of All Time – „Hallowed Be Thy Name”, Iron Maiden #3 ǂ ★ - 2011: Top 10 Greatest Metal Bands of All Time by Readers – Iron Maiden #4 ǂ ★ - 2013: Top 10 Best Metal Albums of the ‘80s by Readers – The Number of the Beast (#4), Powerslave (#10) – Iron Maiden ǂ ★ - 2017: 100 Greatest Metal Albums of All Time – Iron Maiden: 4 albumy ǂ - 2020: 100 Greatest Metal Albums of All Time – The Number of the Beast #4, Iron Maiden #13, Iron Maiden ǂ - 2020: Top 80 Best Albums of 1980 – Iron Maiden, Iron Maiden ǂ - 2021: Top 50 Best Albums of the Year – Senjutsu, Iron Maiden ǂ ★ - 2021: Top 10 Best Metal Albums of the Year – Senjutsu, Iron Maiden (#1) ǂ ★ - 2022: Top 50 Best Concept Albums Ever – Seventh Son of a Seventh Son, Iron Maiden #34 ǂ - 2023: Top 100 Greatest Heavy Metal Songs of All Time – „Run to the Hills” (#10), „Hallowed Be Thy Name” (#16), „The Trooper” (21), The Number of the Beast (33), Iron Maiden ǂ ★ - 2023: 250 Greatest Guitarists of All Time – Dave Murray / Adrian Smith, Iron Maiden ǂ ★ - 2023: 200 Best Songs of the '80s – "Hallowed Be Thy Name", Iron Maiden ǂ ★ - 2024: 100 Greatest Bassists in History of Music – Steve Harris, Iron Maiden #17 ǂ ★ - 2024: 50 Best Concept Albums of All Time – Seventh Son of a Seventh Son, Iron Maiden #34 ǂ ★ - 2024: 250 Greatest Guitar Men & Guitar Women in the History – Dave Murray / Adrian Smith, Iron Maiden ǂ ★ - 2025: 100 Best Protest Songs of All Time – "Run to the Hills", Iron Maiden ǂ ★ The Sixth April Award: - 2019: Heroe of the Sarajevo – Bruce Dickinson (Iron Maiden) ǂ ★ The SUN: - 1990: Bizarre Award Special – No. 1 Star: Iron Maiden ǂ ★ The Times: - 2024: Top 10 Best H'n'H Voices of All Time – Bruce Dickinson, Iron Maiden #3 ǂ ★ The Top.HR Music Awards: - 2022: Bestselling International Album – Senjutsu, Iron Maiden ǂ ★ Ticketmaster.pl: - 2018: Ticket of the Year – Iron Maiden (Nr. 3) ★ - 2019: Najbardziej Oczekiwane Wydarzenie 2020 – Iron Maiden, PGE Narodowy, Warszawa #1 ★ TCC da Universidade Federal Fluminense: - 2020: Alvaro Tamarindo „A Face da besta: Um estudo sobre a Comunicação Visual do Iron Maiden” – Monografia naukowa dotycząca analizy kodu wizualnego grupy Iron Maiden oraz jego wpływu na estetykę Rocka i Heavy Metalu oraz współczesnej kultury popularnej ǂ ★ Ticket Master Brasil Award: - 2009: Best Tour Of The Year – Iron Maiden ǂ ★ Total Guitar Magazine: - 2006: Top 100 Greatest Guitar Solos of All Time – „Phantom of the Opera”, Iron Maiden #49 ǂ - 2009: Top 100 Greatest Riffs of All Time – „The Trooper”, Iron Maiden #9 ǂ - 2021: Top 100 Greatest Riffs of All Time – „2 Minutes to Midnight”, Iron Maiden #24 - 2022: Greatest Guitar Albums of All Time – The Number of the Beast #9 ǂ ★ Tribeca Network & Work in Progress Screenings, Tribeca Film Festival: - 2021: Selection Award – Night of the Beast (Para-docummentary about Iron Maiden show) ǂ ★ Tuzla Film Festival: - 2017: Best Docummentary – Scream For Me, Sarajevo, Bruce Dickinson (Iron Maiden) ǂ ★ TVP 2 Teletext: - 2000: Lista Przebojów – Wasted Years, Iron Maiden (35 tyg.) #1 razy 30 ★ - 2001: Lista Przebojów – Wasted Years, Iron Maiden (52 tyg.) #1 razy 35 ★ - 2002: Lista Przebojów – Wasted Years, Iron Maiden (52 tyg.) #1 razy 30 ★ - 2003: Lista Przebojów – Wasted Years, Iron Maiden (40 tyg.) #1 razy 15 ★ - 2004: Lista Przebojów – Wasted Years, Iron Maiden (30 tyg.) #1 razy 10 ★ TWIPY Pinball Awards: - 2019: Best Gameplay & Layout – Legacy of the Beast (Iron Maiden) ★ - 2019: Best Game – Legacy of the Beast (Iron Maiden) ★ - 2019: Best Soundtrack & Effects – Legacy of the Beast (Iron Maiden) ★ - 2019: Best Pinball – Legacy of the Beast (Iron Maiden) ★ UK Singles Chart No. 1 (Christmas Week): - 1991: Number One Single – „Bring Your Daughter... to the Slaughter”, Iron Maiden #1 ǂ ★ UK Music Video Awards – Nominacje: - 2021: Best Animated Video – „The Writing on the Wall”, Iron Maiden ǂ ★ UK Metal Music Recognitions: - 2004: Best Metal Act of the Year (2003) – Iron Maiden ǂ ★ - 2004: Best Metal Act Ever – Iron Maiden ǂ ★ UK’s National Fencing Team: - 1987: National Team Member – Bruce Dickinson (Iron Maiden) #7 ǂ ★ Ultimate Classic Rock: - 2015: Top 100 Live Albums Ever – Live After Death, Iron Maiden. - 2015: Top 50 Metal Albums Ever – Iron Maiden, Killers, The Number of the Beast, Piece of Mind, Powerslave, Iron Maiden. ★ - 2016: Top 100 Classic Rock Artists Ever – Iron Maiden. ★ - 2019: Best NWOBHM Albums – Iron Maiden #1, 3 albumy. ★ - 2019: Best Albums of 2000 – Brave New World Iron Maiden, Top 10. ★ - 2019: Top 50 Best Heavy Metal Albums Ever – Iron Maiden, 6 albumów. ★ - 2020: Second Best Rock Albums Ever – Powerslave, Iron Maiden. - 2020: Best Albums of 1982 – The Number of the Beast, Iron Maiden #7. - 2020: Best Albums of 1983 – Piece of Mind, Iron Maiden #5. - 2020: Best Albums of 1984 – Powerslave, Iron Maiden Top 10. - 2020: Best Albums of 1986 – Somewhere in Time, Iron Maiden #14. - 2020: Best Albums of 1988 – Seventh Son of a Seventh Son, Iron Maiden Top 10. - 2020: Best Albums of 2003 – Dance of Death, Iron Maiden Top 10 - 2020: Best Albums of 2015 – The Book of Souls, Iron Maiden #2 ★ - 2021: 81 Essential Albums to Turn 40 in 2021 – Maiden Japan, Killers, Iron Maiden - 2021: 6 Iconic Heavy Songs Written in Major Keys – „The Number of the Beast”, Iron Maiden #2 ★ - 2021: Best Rock Songs of the Year – „Writing on the Wall”, Iron Maiden #13ǂ - 2021: Best Albums of the Year – Senjutsu, Iron Maiden #8 ǂ - 2021: Top 10 Hard Rock and Metal Albums of the Year – Senjutsu, Iron Maiden #2ǂ ★ - 2022: Top 40 Greatest Debut Albums of All Time – Iron Maiden, Iron Maiden #40ǂ - 2022: Top 30 Rock’s Most Creepy Songs of All Time – „The Number of the Beast” (#13), „The Rime of the Ancient Mariner” (#30), Iron Maidenǂ - 2022: The Greatest Comeback Albums Ever – Brave New World, Iron Maiden #15ǂ - 2022: Top 100 Best Rock Albums of the '80s – The Number of the Beast (1982), Piece of Mind (1983), Live After Death (1985)ǂ ★ - 2022: Best Rock Tours & Shows of 2022 – „Legacy of the Beast Tour”, Iron Maidenǂ - 2023: 40 Essential Albums Reaching 40 – Piece of Mind, Iron Maidenǂ - 2023: 35 Albums to Turn 35 – Seventh Son of a Seventh Son, Iron Maidenǂ - 2023: Best Self-Titled Rock Albums Ever – Iron Maiden, Iron Maiden ǂ - 2024: Best Songs of 1984 – 2 Minutes to Midnight, Iron Maiden #17 ǂ - 2024: Top 50 Best Heavy Metal Albums of All Time – Iron Maiden, Killers, The Number of the Beast, Piece of Mind, Powerslave, Seventh Son of a Seventh Son, Iron Maiden ǂ ★ - 2024: Best Four Album Runs of All Time – Killers, The Number of the Beast, Piece of Mind, Powerslave, Iron Maiden ǂ ★ - 2024: Best Rock/Metal albums of 1984 – Powerslave, Iron Maiden #3 ǂ ★ - 2024: Best Iron Maiden's Live Albums – Live After Death, Iron Maiden #1 ǂ ★ - 2024: Best Songs About Ghosts – "The Ghost of Navigator", Iron Maiden ǂ ★ - 2024: Best Rock/Metal albums of 1990 – No Prayer for the Dying, Iron Maiden #17 ǂ ★ - 2025: Best 1985 Rock Tours – World Slavery Tour, Iron Maiden #1 ǂ ★ - 2025: Best 1980 H & H Albums – Iron Maiden, Iron Maiden #5 ǂ ★ - 2025: Best 1980 Rock Tours – "Iron Maiden Tour 1980", Iron Maiden ǂ ★ - 2025: Best Double Albums of All Time – Live After Death, Iron Maiden ǂ ★ - 2025: Best Triple Albums of All Time – The Book of Souls, Iron Maiden #12 ǂ ★ Ultimate Guitar: - 2009: Best Metal Song All Times – Hallowed Be Thy Name, Iron Maiden #1 ǂ ★ - 2011: Top 10 Best Metal Frontmen Ever – Bruce Dickinson (#3), Iron Maiden ǂ ★ - 2013: Best Metal Band Ever – Iron Maiden #2 ǂ ★ - 2015: Best Metal Live Band Ever – Iron Maiden #1 ǂ ★ - 2019: Top 25 Best Lineup Changes Ever – Iron Maiden #2 ★ - 2019: Top 25 Artists With Best Image Ever – Iron Maiden ★ - 2019: Top 25 Headbanging Riffs Ever – Hallowed Be Thy Name, Iron Maiden ★ - 2019: Top 10 Best Bassists Ever – Steve Harris, Iron Maiden ǂ ★ - 2019: The Best Guitar Solos of 2010s – Adrian Smith, The Book of Souls (Iron Maiden) ★ - 2020: The Best Metal Bassist – Steve Harris, Iron Maiden ǂ ★ - 2020: Top 20 Iron Maiden Songs of All Time – Hallowed Be Thy Name, Iron Maiden #1 ǂ ★ - 2020: Best Rock & Metal Albums of 2010 – The Final Frontier, Iron Maiden #3 ǂ ★ - 2020: The Best Live Albums of 21th Century – Rock in Rio Iron Maiden #1ǂ ★ - 2020: 12 Iconic Bass Players & Brilliant Composers – Steve Harris, Iron Maiden #1 ǂ ★ - 2020: The Longest Metal Albums Worth Listening To – The Book of Souls, Iron Maiden #1 ǂ ★ - 2020: Top 25 Best Album Covers of All Time – Powerslave, Iron Maiden #4 ǂ ★ - 2020: Top 10 Best Comback Albums Released Late in Bands’ Career – Brave New World, Iron Maiden #3 ǂ ★ - 2021: Top 20 Good Songs from Bad Albums – „The Clansman”, Iron Maiden #3 ǂ ★ - 2021: Top 25 Most Underrated Drummers Ever – Clive Burr, Iron Maiden ǂ ★ - 2021: Top 25 Greatest Basslines of the 21st Century – „The Red And The Black”, Iron Maiden ǂ ★ - 2021: Top 10 Iconic Metal Albums Released in 1981 – Killers, Iron Maiden #2 ǂ ★ - 2021: Top 20 Bands and Artists That Sound Better Live – Iron Maiden #1 ǂ ★ - 2021: Top 25 Best Albums of the '80s – The Number of the Beast, Iron Maiden #4 ǂ ★ - 2021: Top 20 Most Underrated Songs of All Time – “Strange World”, Iron Maiden #15 ǂ - 2021: Top 10 Most Disappointing Follow-Ups to Classic Albums of All Time – No Prayer for the Dying, Iron Maiden #5 ǂ ★ - 2021: Top 25 Best Albums of the 2000s – Brave New World, Iron Maiden #13 ǂ - 2021: The Most Successful Metal Bands Right Now – Iron Maiden ǂ ★ - 2021: Top 8 Amazing Rock Songs Inspired by SF Works – „To Tame a Land”, Iron Maiden #5 ǂ ★ - 2021: Best Songs of the Year – „Hell on Earth”, Iron Maiden #4 ǂ ★ - 2022: Top 15 Genre Defining Albums That Are Turning 30 – Fear of the Dark, Iron Maiden #3 ǂ ★ - 2022: Top 10 Greatest Guitar Duets of All Time – Adrian Smith, Dave Murray #5 ǂ ★ - 2022: Top 10 Iconic Albums of 1982 – The Number of the Beast, Iron Maiden #2 ǂ ★ - 2023: Top 25 Catchiest Metal Songs – „Run to the Hills”, Iron Maiden #1 ǂ ★ - 2023: 10 Lesser Known But Awesome Songs From Famous Rock Bands – „Sheriff of Huddersfield”, Iron Maiden #2 ǂ ★ - 2023: 15 Great Songs with Underwhelming Guitar Solos – „Gangland”, Iron Maiden #11 ǂ - 2023: Top 5 Songs That Show of the Fender Stratocaster Sound – „Fear of the Dark”, Iron Maiden #3 - 2024: Top 10 Rock/Metal Albums of 1984 – Powerslave, Iron Maiden #2 ǂ - 2024: Top 10 Guitar Albums of 1984 – Powerslave, Iron Maiden #4 ǂ - 2024: Top 5 Greatest NWOBHM Tunes – "Running Free", Iron Maiden #1 ǂ - 2024: Top 10 Classic Compilations that Shaped Rock and Metal History – Metal for Muthas (1980), Iron Maiden #1 ǂ - 2024: Top 5 Albums Between Punk & Metal – Iron Maiden (1980), Iron Maiden #1 ǂ - 2025: Top 10 Grounbreaking and Fast Recorded Debut Albums Ever – Iron Maiden (1980), Iron Maiden #5 ǂ Uni India: - 2021: Top 10 Metal Albums of the Year – Senjutsu, Iron Maiden #1 ǂ ★ Universidad Católica del Ecuador: - 2024: Nowy Gatunek Jaszczurek Amazońskich – Enyalioides Dickinsoni ǂ ★ Uniwersytet Federal do Triângulo: - 2019: Wenezuelska Odmiana Porostów im. Bruce’a Dickinsona – Clusia dickinsoniana J.E. Nascim ǂ ★ University of Helsinki: - 2019: Honorary Doctor of Philosophy – Bruce Dickinson (Iron Maiden) ǂ ★ University of Queen Mary: - 2011: Honorary Doctor of Music – Bruce Dickinson (Iron Maiden) ǂ ★ US Metal Radio: - 1998: Top 20 Metal Songs Chart – „Futureal”, Iron Maiden #1 ǂ ★ US Navy Seal: - 2016: Special Fundrising Award – Nicko McBrain, Iron Maiden ǂ ★ VH1 Classic: - 2005: Top 100 Zespołów Rockowych Wszech Czasów – Iron Maiden #24 ǂ ★ - 2006: Top 20 Najważniejszych Grup Metalowych w Historii – Iron Maiden #3 ǂ ★ Vintage Heavy Metal: - 2018: Best All Times Album Sleeve Art – Iron Maiden ǂ ★ - 2021: Greatest Live Albums Ever – Live After Death (#1), Iron Maiden ★ Vodafone Live Music Awards: - 2008: Best Live Return Award – Iron Maiden (odrzucona przez zespół) ★ VOLT Festival Wall of Stars: - 2016: Wall of Stars – Iron Maiden (inducted) ★ Voxpop Music TV: - 2000: Music Video of the Week – "Out of the Silent Planet", Iron Maiden #1 (2 weeks) ǂ ★ WACKEN RELIEF AWARD: - 2008: Thanks For Your Support – Iron Maiden ǂ ★ - 2010: Thanks For Your Support – Iron Maiden ǂ ★ - 2016: Thanks For Your Support – Iron Maiden ǂ ★ WACKEN Hall & Wall of Fame: - 2016: Wacken Wall of Fame – Iron Maiden (inducted) ǂ ★ - 2018: Wacken Hall of Fame – Iron Maiden’s Eddie (inducted) ǂ ★ Watch Mojo: - 2024: Top 10 Heavy Metal Bands of All Time – Iron Maiden #2 ǂ ★ - 2025: Top 10 Musicians Who Never Sold Out – Iron Maiden #5 ǂ ★ WCJU Radio Award: - 2022: The Best Album of 2021 – Senjutsu, Iron Maiden #1 ǂ ★ West Ham United Honours: - 2023: The Euro – League Trophy Replica & Club Embelm – Honorary Derby with Iron Maiden ǂ ★ What Culture: - 2020: Best Albums of 2000 – Brave New World, Iron Maiden #3 ★ - 2020: Top 12 Hard Rock Albums of '80s All Fans Should Own – The Number of the Beast, Iron Maiden #5 ★ - 2020: 10 Greatest Guitar Solos of the 1980s – "Caught Somewhere in Time", Iron Maiden ★ - 2024: 10 Best Self-Titled Music Albums in Metal History – Iron Maiden, Iron Maiden #3 ★ - 2024: 10 Most Important Metal Bands of All Time – Iron Maiden #3 ★ WHIPLASH.net: - 2019: Best Debut Albums of ’80s – Iron Maiden, Iron Maiden #3 ★ - 2019: The Most Controversial Album Cover Ever – The Number of the Beast, Iron Maiden #3. ★ - 2020: Critic’s Choice 10 Best Albums of Decade 2010/19 – The Book of Souls, Iron Maiden #2. ★ - 2020: Songs to Convert People Into Metal – „Run to the Hills”, Iron Maiden #2. ★ - 2020: Top 10 Guitar Riffs That Changed The World – „The Trooper”, Iron Maiden #3. ★ - 2020: Best Albums of 1980 – Iron Maiden, Iron Maiden #3. ★ - 2020: The Most Important Albums of the '90s – Fear of the Dark, Iron Maiden. - 2020: Top 5 The Most Disappointing Albums in History of Metal – Virtual XI, Iron Maiden #1. ★ - 2020: The Most Important Albums in History of Metal & Rock – Powerslave,The Number of the Beast Iron Maiden. ★ - 2020: The Most Important Albums of Metal Sub-Genres – Traditional Metal: The Number of the Beast Iron Maiden. ★ - 2020: Legendary Rock & Metal Bands Still Active – Iron Maiden. - 2020: List of Rock & Metal Albums Which Never Be Outdated – Iron Maiden, Iron Maiden. ★ - 2020: List of Essential Metal Albums Ever – Iron Maiden, Killers, Piece of Mind, Powerslave, Seventh Son of a Seventh Son, Brave New World, Iron Maiden. ★ - 2020: The Greatest Live Albums Ever – Live After Death, Iron Maiden #6 ★ - 2020: The Best Songs From The Greatest Bands Ever – Hallowed Be Thy Name, Iron Maiden ★ - 2020: The Best Newest Songs From Legendary Bands – If Eternity Should Fail, Iron Maiden - 2020: The Best Albums From The Greatest Bands Ever – Powerslave, Iron Maiden ★ - 2020: The Best Album Covers in Metal Ever – Somewhere in Time, Iron Maiden ★ - 2020: The Best Songs Published in 1980 – Running Free, Iron Maiden #3 ★ - 2020: The Best Songs Published in 1981 – Wrathchild, Iron Maiden #1 ★ - 2020: The Best Songs Published in 1982 – The Number of the Beast, Iron Maiden #1 ★ - 2020: The Best Songs Published in 1983 – The Trooper, Iron Maiden #4 ★ - 2020: The Best Songs Published in 1984 – Powerslave, Iron Maiden #6 - 2020: The Best Songs Published in 1986 – Wasted Years, Iron Maiden #3 ★ - 2020: The Best Songs Published in 1988 – The Evil That Men Do, Iron Maiden #7 - 2020: The Best Songs Published in 1990 – Tattooed Millionaire, Bruce Dickinson #7 - 2020: The Best Songs Published in 1992 – Be Quick or be Dead, Iron Maiden #1 ★ - 2020: The Best Songs Published in 1993 – Fear of the Dark, Iron Maiden #1 ★ - 2020: The Best Songs Published in 1996 – Inertia, Bruce Dickinson #8 - 2020: The Best Songs Published in 1997 – Accident of Birth, Bruce Dickinson#7 - 2020: The Best Songs Published in 1998 – Chemical Wedding, Bruce Dickinson #2, Futureal, Iron Maiden #6 ★ - 2020: The Best Songs Published in 2000 – The Wicker Man, Iron Maiden #1 ★ - 2020: The Best Songs Published in 2003 – The Wildest Dreams, Iron Maiden #1 ★ - 2020: The Best Songs Published in 2006 – For The Greater Good of God, Iron Maiden #3 ★ - 2021: The Best Songs Published in 2010 – The Alchemist, Iron Maiden #1 ★ - 2021: Top 50 Greatest Rock & Metal Hits Ever – “Fear of the Dark”, Iron Maiden ★ - 2021: Top 10 Greatest Hard Rock & Metal Epics Ever – “Rime of the Ancient Mariner”, Iron Maiden #3 ★ - 2021: The Greatest Albums Released in February – Killers, Iron Maiden #4 - 2021: Top 10 Classic Groups’ Albums Initiating Great Series – Piece of Mind, Iron Maiden ★ - 2021: Top 10 Best Metal Songs Published in 1995 – „Man on the Edge”, Iron Maiden #5 ★ - 2021: Songs that Definied the '90s – „Be Quick Or Be Dead”, „Fear of the Dark”, Iron Maiden ★ - 2021: Top 5 Best Motivational Songs – „Wasted Years”, Iron Maiden #3 ★ - 2021: The Greatest Bands From London – Iron Maiden - 2021: Top 15 Albums of 1984 – Powerslave, Iron Maiden #2 ★ - 2021: Top 10 Events of the Year – Senjutsu, Iron Maiden #2 - 2022: Top 10 Albums Turning 40 – The Number of the Beast, Iron Maiden #1 ★ - 2023: Top 5 Albums Which Changed History – The Number of the Beast, Iron Maiden #3 ★ - 2023: Top 10 Best Metal Songs Ever According to AI – „Hallowed Be Thy Name”, Iron Maiden #3 ★ - 2023: Top 10 Greatest Metal Albums of 1983 – Piece of Mind, Iron Maiden #1 ★ - 2023: Top 5 Greatest Metal Drum Intros – „Where Eagles Dare” #2 Wielokrotne Certyfikaty w Ameryce Północnej (22; ǂ ★): × - 2025: Kanada – The Number of the Beast, 3 × Platinum - 2025: Kanada – Piece of Mind, 2 × Platinum - 2025: Kanada – Powerslave, 2 × Platinum - 2025: Kanada – Live After Death, 2 × Platinum - 2025: Kanada – Live After Death (VHS), 2 × Platinum - 2025: Kanada – Somewhere in Time, 2 × Platinum - 2025: Kanada – Over 1 MLN Albums Sold - 2025: Kanada – Seventh Son of a Seventh Son, 2 × Platinum - 2025: Kanada – Rock in Rio (DVD), 2 × Platinum - 2025: Kanada – Visions of the Beast (DVD), 3 × Platinum - 2025: Kanada – HOIM: Early Days (DVD), 2 × Platinum - 2025: Kanada – HOIM: Live After Death (DVD), 2 × Platinum - 2025: Kanada – Flight 666 (DVD), 6 × Platinum - 2025: Kanada – En VIVO! (DVD), 2 × Platinum - 2025: USA – Album Sales Plaque 1984, 3 × Gold - 2025: USA – Somewhere in Time, 2 × Platinum - 2025: USA – VHS Sales Plaque 1987, 3 × Platinum - 2025: USA – 10 MLN Sales Plaque 1990 - 2025: USA – Visions of the Beast (DVD), 3 × Platinum - 2025: USA – DVD Sales Plaque 2008, 3 × Platinum - 2025: USA – HOIM: Live After Death (DVD), 2 × Platinum - 2025: USA – Flight 666 (DVD), 2 × Platinum WIKIMETAL: - 2019: Idealny Zespół Wszech Czasów – Wokalista: Bruce Dickinson (Iron Maiden) ★ - 2020: Najlepsze Albumy Dekady 2010/2019 – The Final Frontier #3, The Book of Souls #7 Iron Maiden ★ - 2021: Najlepsze Albumy 1981 – Killers #1, Iron Maiden ǂ ★ - 2021: Najlepsze Utwory o Środowisku – „Total Eclipse” #1, Iron Maiden - 2021: Top 50 Best Rock & Metal Albums of the Year – Senjutsu, Iron Maiden #1 ǂ ★ - 2022: Best Album of 2021: Poll – Senjutsu, Iron Maiden #1 ǂ ★ - 2022: Best Albums of 1982 – The Number of the Beast, Iron Maiden #1 ǂ ★ Wizard Productions Award: - 2013: Recognition of Sold Out German Tour – Six Shows for 120.000 fans attended Iron Maiden’s „Maiden England World Tour 2013” in Germany ǂ ★ - 2023: Recognition of Sold Out Westfalenhalle for Two Shows & German Tour – 8 Shows for over 200.000 Fans ǂ World Beer Award: - 2023: Bronze Award – Republic Crew Trooper, Iron Maiden ǂ ★ - 2025: Gold Award – Republic Crew Trooper Progressive Lager, Iron Maiden ǂ ★ World of Metal: - 2022: Top 20 Heavy Metal Albums of 2021 – Senjutsu, Iron Maiden #1 ǂ ★ YAHOO.DE: - 2021: Najważniejsze Zespoły Metalowe w Historii – Iron Maiden #1 ★ - 2021: Najważniejsze Albumy Metalowe w Historii – The Number of the Beast, Iron Maiden #2 ★ - 2023: Najlepsi Frontmani i Frontmanki w Historii – Bruce Dickinson, Iron Maiden #2 ★ YAHOO! Entertainment: - 2021: Albums of the Year (Staff) – Senjutsu, Iron Maiden #2 ★ Yell UK Web Awards: - 1999: Best Entertainment Website – Iron Maiden ǂ ★ Yorkshire Post: - 2021: Albums of the Year – Senjutsu, Iron Maiden #8 ǂ You Tube Creator Awards: - 2013: Gold Button (over 1 million subscribers) – Iron Maiden ǂ ★ ZAIKS/Mystic Art.: - 2003: Pierwsze Polskie Złote DVD – Rock In Rio, Iron Maiden ǂ ★ Žebřík Music Awards: - 1992: Best International Musician – Steve Harris, Iron Maiden #1 ǂ ★ - 1993: Best International Průser – Iron Maiden #1 ǂ ★ - 1993: Best International Show – Iron Maiden #2 ǂ ★ - 1993: Best International Musician – Steve Harris, Iron Maiden #2 ǂ ★ - 1994: Best International Song – „Tears of the Dragon”, Bruce Dickinson #1 ǂ ★ - 1994: Best International Video – „Tears of the Dragon”, Bruce Dickinson #1 ǂ ★ - 1994: Best International Singer – Bruce Dickinson #1 ǂ ★ - 1994: Best International Album – Balls to Picasso, Bruce Dickinson #1 ǂ ★ - 1994: Best International Persona – Bruce Dickinson #1 ǂ ★ - 1995: Best International Song – „Man on the Edge”, Iron Maiden #3 ǂ ★ - 1995: Best International Singer – Bruce Dickinson #2 ǂ ★ - 1995: Best International Průser – Iron Maiden #1 ǂ ★ - 1995: Best International Surprise – Iron Maiden #2 ǂ ★ - 1995: Best International Show – Iron Maiden #2 ǂ ★ - 1995: Best International Persona – Bruce Dickinson #3 ǂ ★ - 1996: Best International Průser – Iron Maiden #1 ǂ ★ - 1996: Best International Surprise – Iron Maiden #2 ǂ ★ - 1996: Best International Show – Iron Maiden #2 ǂ ★ - 2009: Best International DVD – „Flight 666”, Iron Maiden #3 ǂ ★ - 2022: Best International Singer – Bruce Dickinson, Iron Maiden #3 ǂ ★ - 2022: Best International Album – Senjutsu, Iron Maiden #1 ǂ ★ - 2022: Best International Video – „The Writing on the Wall”, Iron Maiden #3 ǂ ★ - 2024: Best International Live Event – Iron Maiden at O2 Arena Praha #1 ǂ ★ |

UWAGI: ǂ – istotne wyróżnienie. ★ – prestiżowe wyróżnienie.